# 魔法少女育成計画
『魔法少女育成計画』（まほうしょうじょいくせいけいかく）は、遠藤浅蜊による日本のライトノベルおよびそれを原作としたメディアミックス作品。イラストはマルイノが担当。略称は「まほいく」。このライトノベルがすごい!文庫（宝島社）より2012年6月から刊行されている。第2回ラノベ好き書店員大賞にて4位を獲得している。2022年4月時点で電子版を含めたシリーズ累計部数は70万部を突破している。

## あらすじ
魔法少女育成計画
人気ソーシャルゲーム「魔法少女育成計画」には、プレイヤーの数万人に一人を常人離れした身体能力と可憐な容姿、人間にはない特殊能力を持つ「魔法少女」にする力があった。しかし、N市（テレビアニメ版では「名深市」という名称で新潟県上越市が舞台となっている）に16人もの魔法少女が密集したことにより、その土地の持つ魔力が不足するため、魔法少女を半分の8人まで削減することを運営側が宣言した。
突然の事態に戸惑いながらも目標をこなしていく魔法少女達。しかし間もなく選抜試験は「脱落者は命を奪われる」死のサバイバルゲームであることが発覚し、生き延びるために協調を訴える者、他者を蹴落とさんと暗躍する者、自らを犠牲に隣人を守る者、様々な思惑が絡み合い、魔法少女同士による殺し合いが始まる。
魔法少女育成計画 restart
魔法の国公認の魔法少女として影で人助けをしながら暮らしていた16人の少女たちがある日魔法の端末に届いた「それではゲームをスタートします」のメッセージと共に謎の空間に飛ばされる。そこは魔法少女専用ゲームとして生まれ変わった『魔法少女育成計画』の中だった。
それは3日おきに自動でログアウト、ログインを繰り返す仮想空間を舞台にしたRPGであり、テストプレイヤーとしてゲームをクリアすることになる。ゲーム内でケガや死亡しても現実世界で特に影響もなく、エリア解放・ゲームクリア等で現実世界で賞金が貰えるということもあって16人はノリノリでゲームを進めていくことになるが、ある事実が判明することで早期のゲームクリアを強いられることになる。
魔法少女育成計画limited
「あなた達は魔法の才能を持っているのよ」放課後の理科準備室に現れた妖精トコはそう告げると、室内に集められた5人の女子中学生と教師、水槽で飼われていた陸ガメを魔法少女へと変えてしまった。妖精トコは悪い魔法使いたちに追われていて、魔法少女になった7人にそれを迎撃してほしいというのだ。
一方魔法の国はB市に潜伏する妖精トコとその主人である魔法少女の暗殺者の捕縛のためにB市に魔法少女の出入りをシャットアウトする結界を張る。この結界が維持できる24時間の間に暗殺者を捕まえるために事前に潜入していた監査部門と外交部門の混成捜査班に、たまたまB市内に居た人事の魔法少女7753と彼女の研修を受ける予定だったリップルを加えた即席チームで暗殺者の逮捕を目指す。
一方で魔法の国の改革を目指す革命軍に所属する魔法少女トットポップは犯罪を犯した魔法少女を封印している「刑務所」を襲撃、自らの師匠でかつてスノーホワイトとリップルに逮捕されたフレデリカを解放。更にフレデリカは共に収監されていた凶悪な魔法少女2人を解放。自らの魔法を利用して全員で結界を超えてB市に侵入。魔法の国が逮捕しようとしている暗殺者を先に捕らえ、その雇い主が魔法の国のどの部門であるかを知ることで魔法の国の弱みを握ろうと画策する。
かくして3つの勢力がB市の中で暗殺者を巡り血みどろの攻防戦を行うことになる。
トランプ編三部作
『無印』の主人公を担ったスノーホワイトの主役復帰と彼女の視点を中心とした長編。前巻以前の各主人公が集い、それまで独立していたエピソードを全て繋げる物語がシリーズ最大のボリュームで描かれる。
魔法少女育成計画JOKERS
加賀美桜/プリズムチェリーは平凡な魔法少女。平和な町で地味な魔法を使い、淡々と人助けを続ける日々に倦んでいた桜は、ある日クラスメイトの青木奈美から声をかけられる。奈美は自分も魔法少女プリンセス・デリュージであることを告げ、自らが所属する魔法少女チーム「ピュアエレメンツ」に桜を誘う。ピュアエレメンツの他の4人の魔法少女が自分の知る一般的な魔法少女と少し違うことに桜は違和感を覚えるが、テレビで見た魔法少女のような活動ができることに素直に喜びを感じる。
一方で「S市には魔法の国に秘密裏で人造魔法少女の研究を行っている施設が存在する」という匿名のメールが一部の魔法少女達にもたらされる。この調査のため監査部門や外交部門の魔法少女、魔法の国での出世を狙うフリーランス、強いやつと戦えると面白がる戦闘狂魔法少女などがS市に集まることになる。
魔法少女育成計画ACES
盟友リップルの行方を探しながら、「魔法少女狩り」としての活動を続けるスノーホワイトに魔法の国の中枢たる「三賢人」の一人から呼び出しがかかる。指定された屋敷に赴いたスノーホワイトを待ち受けていたのは、高貴そうな雰囲気を身に纏った、幼い外見の少女だった。少女はスノーホワイトに「魔法の国の未来に関わる儀式のため」と、ある魔法少女の捜索と護衛を依頼する。
魔法少女育成計画QUEENS
着々と進行するプク・プックの「魔法の国」救済計画。多大なリスクを孕んだその計画を阻止するため、そして囚われの身となったシャドウゲールを救い出すため、プフレは記憶を失ったまま起死回生の一手を打つ。

## 登場人物
声の項は特記がない限りテレビアニメ版の担当声優。
魔法少女の本名については既刊および短編で公表されているものだけを記載する。

### シリーズ主要魔法少女
スノーホワイト / 姫河 小雪（ひめかわ こゆき）
声 - 東山奈央
本作の主人公。白い学生服姿の魔法少女。「魔法少女となって、人々を幸せにしたい」と幼い頃から夢見続けている中学2年生（無印開始時点。ACES時点では高校2年生）。
白い制服にピンク色の花が装飾された清楚なイメージ。頭のリボンに付いた大きなつぼみが印象的。靴はオーバーニーブーツで、リボンがアクセントになっている。
心優しく正義感は強いけれど、うっかり者で妄想癖がある。
周りが魔法少女に興味を失っていく中、魔法少女に憧れ続けた。無印では、自身の魔法のおかげもあり、困っている人を簡単に見つけ出して、些細なことでも一生懸命に取り組んできた。その結果、マジカルキャンディーの所持数は16人の魔法少女の中でトップだった。N市での選抜試験では他の魔法少女に守られ続ける形で生き残る。その後は指導役であるフレデリカの電話指導のもとリップルとの鍛錬によって自らの魔法少女としての戦闘技術を向上させ、最終的にフレデリカの悪事を暴きリップルとの共同作業で彼女を逮捕。以降悪事を働く魔法少女を捕まえる魔法少女狩りとして監査部の外部職員扱いとなる。魔法少女狩りと呼ばれるようになってからもこれまで通り小さな人助けを続けているが、たまに海外の紛争地域に潜入して「困っている人たち」を助けることで紛争を止めるなどの行為を行っており、ひとつの街・地域の中での人助けを原則としている魔法の国の上役からはあまりいい顔をされていない。
魔法：困っている人の心の声が聞こえるよ
周囲の人が困っている場合、その人の心の声とその位置が聞こえてくる。辺りの状況や自分の体調によって可聴範囲は変化する。人間以外の動物が困っている心の声も人語に翻訳された形で聞くことができる。

リップル / 細波 華乃（さざなみ かの）
声 - 沼倉愛美
忍者姿の魔法少女。17歳の高校2年生。
ベースは忍び装束だが、ビキニのような大胆なデザイン。大きな手裏剣型の髪飾り、腰回りにはポンポンが付いている。一本歯の下駄には三日月のマークがある。
一人暮らしをしている。
その姿に自分の過去を重ね、当人は否定しているが面倒見のいいトップスピードとは結果的に懇意にしている。
無印ではトップスピードと人助けをするのが日課で、平穏に過ごしていたが、カラミティ・メアリとは初対面から険悪な関係だった。N市の事件後は正式な魔法少女となり、魔法少女狩りとして活躍するスノーホワイトを魔法の国の派閥争いから守ろうと出世を考えるようになり「limited」では7753の研修を受けるためにB市入りしていたところで結界に閉じ込められたため、7753と共に捜査班チームに加わり暗殺者の逮捕に協力することになる。
魔法：手裏剣を投げれば百発百中だよ
投げたものを目標に命中させる。
目標は投擲時に決定し、投げた後に変更することはできない。邪魔さえなければ、目標と逆方向に投げたとしても命中するが、投擲物が目標に当たる前に運動エネルギーが加えられた場合、命中しない場合がある。目標物として定められるのは、視界内にあるもののみ。
プフレ / 人小路 庚江（ひとこうじ かのえ）
声 - 南條愛乃
豪奢な車椅子に乗り、左目に眼帯をしている魔法少女。先祖代々続く大富豪の一人娘で、容姿端麗と頭脳明快な反面、腹黒で目的のためには手段を問わない性格。幼い頃より自身に仕え、何かとこき使っている護のことを同年齢の親友として見ており、時には自身の命よりも護を最優先に選ぶなど、狂気や執着に近い感情を抱いている。
『restart』の後は魔法の国で順調に出世を遂げ魔法少女部門人事部のトップを務めているが、部門間での派閥争いで時には命を狙われることもあり、淀みきった魔法の国に改革が必要だと考え、様々な事件に裏で関与することとなる。
魔法：猛スピードで走る魔法の車椅子を使うよ
コスチュームに付属している車椅子を扱うことが出来る。車椅子の最高速をは音速を超え、生身の魔法少女がその足で追うことは難しい。シャドウゲールの魔法で車椅子に武装が追加されていてレーザー等を発射可能。

シャドウゲール / 魚山 護（ととやま まもり）
声 - 近藤玲奈
黒い看護婦のような見た目の魔法少女。代々人小路家に仕えてきた家の出で、幼い頃より庚江を守るために行動を共にしてきた。自分勝手な言動をとる庚江に対し反発を覚えることも多いが、長い間共に居る庚江のことを親友としても見ており、庚江が自分に執着していることも理解している。
『restart』後は魔法の国で順調に出世を遂げる庚江を傍らで見守っている反面、彼女が改革のために暗躍していることに不安を覚えている。
魔法：機械を改造してパワーアップできるよ
本人が機械類と認識しているものなら何でも改造・強化が出来る。どれだけ強化できるかは材料と作業時間に比例する。改造の方向性さえ意識しておけば本人が目の前の機械の構造を理解している必要もなく、そもそも本人もどのように改造しているか理解していない。機械類なら魔法少女の固有アイテムも例外なく改造可能で、プフレの車椅子や7753の魔法のゴーグルも改造している。

ピティ・フレデリカ / 吉岡（よしおか）
占い師の見た目をした魔法少女。かつては新人のスカウト兼試験官として多くの魔法少女を育成してきたとして魔法の国でも高名だったが、「理想の魔法少女を育てる」という思想の元、目的のためなら犠牲も厭わぬ偏った思想の持ち主であり、スノーホワイトが弟子入りした際に心を読まれたことにより今までの悪事を暴露され、捕縛されて魔法刑務所に収監されていたが、トットポップの手により脱獄、プキンとソニア・ビーンも脱獄させて暗躍することとなる。今まで育てた魔法少女の髪の毛を収集していたが、魔法刑務所に収監された際に大半を没収・破棄され、隠し持っていた僅かばかりの髪の毛を大事に所持している。
魔法：水晶玉に好きな相手の姿を映し出すよ
対象の頭髪から入手した髪の毛を小指に巻きつけることで、距離や次元に関係なく水晶玉に目標が映し出され、水晶玉に手を入れることにより映っているものを掴んだり持ち込んだりすることができる。また、応用で水晶玉の中に映った場所に人や物を送り込むことが可能。複数の指に髪を巻くとチャンネルを切り替えるように複数の空間を交互に覗き見ることもできる。

プリンセス・デリュージ / 青木 奈美（あおき なみ）
『明るく爽やかで友達も多い中学生』を演じている。空気を読むことに関しては天才的。魔法の国の魔法少女とは別の技術によって作られた「人造魔法少女」のチーム・ピュアエレメンツの一人。
自分たちが他の魔法少女とは別の存在であることを一切知ることなく『研究所』を拠点にホムンクルス狩りをしていたが、研究所内に魔法の国からやってきた魔法少女たちとの戦闘に巻き込まれる。戦闘の後は魔法の国の研究部門によって保護されていたが、三賢人の儀式とその要となるプレミアム幸子の存在を知り独自に行動を開始する。
魔法：水の力を使って敵と戦うよ
強力な冷気をまとう三叉槍を持ち、これを使うことで濁流や魔法少女を一瞬で凍らせることが出来る。他にも水中でも地上同様に活動することが可能。他にも人造魔法少女の変身維持に必要な薬物を服用することで「ラグジュアリーモード」という強化モードになることが可能。『JOKERS』の時点では『水の力』となっていたが現在は『氷の力』になっている。

### 魔法少女育成計画
スノーホワイト

リップル

カラミティ・メアリ / 山元 奈緒子（やまもと なおこ）
声 - 井上喜久子
西部のガンマン姿の魔法少女。39歳の元主婦。
ウェスタンブーツとギャリソンキャップを身につけたガンマンスタイルで、露出度の高いビキニとミニスカート。右脚に拳銃のホルスターが付いている。
N市の暴力団「鉄輪会」に雇われ、彼らのために「人助け」をして報酬を得ている。夫と娘を虐待して、離婚歴あり。非常に享楽的で攻撃的な性格。目的のためにはどんな手段も厭わない生粋の悪女。縄張り意識が強く、新人魔法少女たちを力で屈服させてきた。
N市ではクラムベリーを含めて二番目に魔法少女になった。
魔法：持ってる武器をパワーアップできるよ
あらゆる武器の性能を上昇させる。
単純な強度や威力だけでなく、銃器であれば（装備品はAK-47、トカレフ、ドラグノフなど）射程や連射性能、耐久度等々、さまざまな性能が向上する。ガソリンやロープ等、本来武器でないものでも、メアリ本人が武器として認識したなら魔法の効果が及ぶ。本人の手から離れてもその効果は永続的に持続する。

ルーラ / 木王 早苗（もくおう さなえ）
声 - 日笠陽子
お姫様姿の魔法少女。一流企業に勤めるエリート社員だったが魔法少女になったときに退職している。
フリルの付いた白いパフスリーブワンピースと優雅なマントで高貴な女王様スタイル。ティアラよりもボリュームのある髪飾り、毛皮のような黒い腰巻きがアクセントになっている。
エリート思想で非常に傲慢かつ強引な性格でミナエルとユナエルからの人望は薄いが、面倒見の良さもあってかスイムスイムとたまには慕われている。
N市の廃寺王結寺を拠点とし、複数の魔法少女を従えリーダーとして君臨する。魔法少女になりたての頃に指導役だったカラミティ・メアリと一悶着あり一方的に従わされ、彼女に復讐心を抱いている。
魔法：目の前の相手になんでも命令できるよ
相手に、任意の命令を実行させる。
ただし、「王笏を向けポーズをとらねばならない」「命令をしている間はそのポーズをとり続けなければならない」「ルーラの名の下に命じなければならない」「相手との距離は最長で5メートル」「言葉が聞こえる状況、通じる相手でなければいけない」等の条件をクリアする必要がある。命令を実行し終わるか、条件を満たさなくなった時点で魔法は解除される。

たま / 犬吠埼 珠（いぬぼうざき たま）
声 - 西明日香
イヌ耳フード姿の魔法少女。勉強も運動も習い事も全然できない中学生の女の子。
肉球のある大きな手袋は爪を出し入れできる。タイツなどは水玉模様になっている。
気が弱く、強く出られると逆らえない。故に自己主張が弱く意見を表に出せないまま流されることが多い。あまりに物覚えが悪く、両親、先生やクラスメイトもものを教えるのを諦めるほどの劣等生。ありのままの自分を好きでいてくれるおばあちゃんが大好きだった。
魔法少女になって以降は自分のことを常に叱り続けるが見捨てず世話を焼いてくれるルーラを慕っていた。変身後についている首輪は元々のアバターの物ではなく、ルーラから譲渡された宝物。
魔法：いろんなものに素早く穴を開けられるよ
自分で掘った穴を、瞬時に直径1メートル、奥行き5メートルにまで広げる。ほんのわずかな傷であっても穴として認識されるが、全く傷つけることができない場合は無効。掘ったばかりでなくても、穴が視界内にあれば、いつでも魔法を使用可能。

ねむりん / 三条 合歓（さんじょう ねむ）
声 - 花守ゆみり
パジャマ姿の魔法少女。大学を卒業してから家事手伝いと称して、バリバリのニート生活を送っている24歳の女性。
金髪の先端が一部紫色で、毛先から雲のような飾りが伸びている。アイテムとして巨大な枕を所持している。
怠惰ではあるが温和で明るく誰とでもすぐ打ち解けられる。このため、魔法少女間ではもっぱら相談窓口となっている。
原作『無印』ではチャット上のやり取りだけで本人は登場せずに最初の脱落者として死亡し、その後短編集等の番外編作品で人となりや魔法の詳細が明らかになっていった。
漫画版ではスノーホワイトとラ・ピュセルの教育係であった。
最初に死ぬキャラクターであるため、一番可愛くなるようにデザインされた。
魔法：他人の夢の中に入ることができるよ
「夢の世界」内で自由に行動することができる。
「夢の世界」は、すべての人間が見ている夢に繋がっている。そのうち、ねむりんが、現実世界で出会ったことのある者の夢には、自由に行き来ができる。夢の中では絶対的な力を持ち、あらゆることを実行可能。また、夢の中で発生した出来事は、部分的に現実にフィードバックする。
現実世界での死後は魔法が大きく弱体化しており他人の夢への行き来については大きく制限されているが、それ以外の改変力については強大で既に現実世界で死んでいる魔法少女を夢の世界に再現したり、生きている魔法少女についても過去の時間軸の状態で呼び出すことが出来る。 雲のような飾りは『ねむりんアンテナ』といい  魔法少女が夢を見ていることを探知できる。

トップスピード / 室田 つばめ（むろた つばめ）
声 - 内山夕実
魔女姿の魔法少女。19歳の主婦。
とんがり帽子とワンピース、マントから成る衣服は魔女そのもの。胸元には星印が付いたお守り、左腕には紫色の篭手を見に付けている。大きな三つ編みの髪型も特徴的。
一人称は「俺」。陽気でさばけた姉御肌。世話焼きが行き過ぎて後輩魔法少女から鬱陶しがられることもしばしばある。元は素行不良の暴走族であったが、後に夫となる幼馴染（隣家に越してきた女友達の兄）の影響で更生した。妊婦で後半年は（子供が産まれるまでは生き残りたい）とリップルに語る。
マントの背中部分に「御意見無用」の刺繍が施されている。アニメ版ではこの刺繍は全力飛行の際に箒の変形とともに浮かび上がるものに変更されている。
魔法：猛スピードで空を飛ぶ魔法の箒を使うよ
固有アイテムとして空を飛ぶ魔法の箒《ラピッドスワロー》を持つ。
定員は2名程度。最高速度は現代の戦闘機を凌駕するほどだが、その状態で通常の物体に衝突しても壊れることはない。
原作では常時風防・エンジン・マフラー等がついた箒であるとの記述がされており、漫画版もその記述に準拠しているが、アニメ版では通常飛行時はただの箒の姿で、全力飛行の際に原作と同じ状態になる設定に変更されている。いずれも最大出力で飛行するとコンクリートを破壊するほどの破壊力とスピードを得ることが出来る。

ハードゴア・アリス / 鳩田 亜子（はとだ あこ）
声 - 日高里菜
黒いエプロンドレス姿の魔法少女。中学1年生の女の子。
ゴスロリ風のスタイルで、エプロンドレスもウェーブのかかったロングヘアーも真っ黒。メガネをかけた白い兎のぬいぐるみは魔法の道具ではなく彼女の私物。
N市では16人目となる魔法少女。
母親を殺した罪で父親が服役しているため、叔父夫婦の家で暮らしている。父親の件で大勢に迷惑をかけたせいで、自分は誰にとっても不必要で迷惑な存在だと認識。
上手にコミュニケーションがとれないせいで、仲良くなりたいスノーホワイトに得体の知れない者として恐怖感を与えてしまっている。
魔法：どんなケガをしてもすぐに治るよ
非常に強力な再生能力を持つ。
どれだけ細かく体を分断されても、決して死ぬことはなく、破片のうちの最大のものから完全体にまで復活する。また、毒や窒息など、物理攻撃以外の方法で致死ダメージを与えられても、魔法で新鮮な体組織が作り出されるため、死には至らない。再生スピードは比較的ゆっくりだが、再生速度以上のスピードで継続的にダメージを与えても、完全に消滅させることはできない。

ラ・ピュセル / 岸辺 颯太（きしべ そうた）
声 - 佐倉綾音
竜騎士姿の魔法少女。サッカー好きな中学2年生の男子。
2本の角と尻尾が特徴的な騎士の衣装。鎧のパーツは少なめで、肌の露出が多め。長い髪を両サイドでまとめていて、鎧と同じデザインの髪飾りを付けている。
数少ない「変身前が男」の魔法少女で、姫河小雪（スノーホワイト）の幼馴染。
出会った時からスノーホワイトが小雪だということを知っており、彼女の「騎士」になると決意し一緒に行動する。
『restart』では、特徴が似ているモンスターが登場する。
魔法：剣の大きさを自由に変えられるよ
固有アイテムである大剣の大きさを変化させる。
自分で持てるサイズが上限であり下限。大剣が手から離れていても、視野内にあれば魔法を使うことは可能。

スイムスイム / 坂凪 綾名（さかなぎ あやな）
声 - 水瀬いのり
白スク水姿の魔法少女。小学1年生（7歳）の女の子。
純白のスクール水着とグラマラスなボディが特徴。コウモリのような羽根と腰部分から伸びた4本の帯が小悪魔的なイメージになっている。首には水泳用の水中メガネを下げている。
変身時の蠱惑的な容姿とは裏腹にN市の魔法少女では最も幼く、感情表現に乏しい。魔法少女になる以前からお姫様を夢見ており、自分の教育係を申し出たルーラのリーダーシップに「理想のお姫様」像を重ねて彼女に心酔する。だが、憧れは次第に「ルーラになりたい」という自己欲へと変化していった。後にチームで購入した魔法の武器《ルーラ》は彼女を冠して名付けた武器。
魔法少女が殺し合うということの残酷さを完全に理解しきれていない様子。
漫画版では表情豊かで巨乳の話題に触れられて赤面するなど、原作よりも女の子らしい反応を見せる。だが同時に狂気を乗せた微笑みなど内に秘めた危うさも強調して描写されている。
魔法：どんなものにも水みたいに潜れるよ
自分の体を物質透過させることが出来る。
本人が物質と認識している物なら何でも透過が可能。音と光は透過できない。
魔法で地面などに潜っている間は水の中を潜っているときのように呼吸ができない。

森の音楽家クラムベリー
声 - 緒方恵美
花に包まれたエルフの音楽家姿の魔法少女。
尖った耳とバラの付いたツタの冠という、森のエルフをイメージしたスタイル。フリル付きの白いブラウスに、大きく折り返された袖が特徴的な緑色のジャケットを着用している。
チャットルームではBGMを担当している。外見は20歳前後で、妖艶な雰囲気をまとっている。
生粋の戦闘狂でファヴと組んでN市での殺し合いを主導している。
変身前の名前や容姿、年齢は一切不明。普段からクラムベリーの姿のままで変身を解くことはない。山小屋でひとり暮らしという、人間らしさを捨てた生活を送っている。
魔法：音を自由自在に操ることができるよ
音を衝撃として発生させられる他、他人の声色を真似ることも出来る。魔法の特性の影響から本人の聴覚も非常に鋭い。

ユナエル / 天里 優奈（あまさと ゆな）
声 - 松田颯水
天使姿の魔法少女。ミナエルとなった姉・美奈と双子の女子大生。
左肩だけに翼がある、ミナエルと左右対称な天使スタイル。毛先がまとまったショートボブが特徴。ミナエルと共通する頭上の物体は、穴の開いていない丸型蛍光灯のような形をしている。
性格は姉（美奈）と同様。ミナエルと合わせてピーキーエンジェルズを名乗っている。
『restart』では、特徴が似ているモンスターが登場する。
魔法：好きな生き物に変身できるよ
生命であるなら外見、質量を問わずに変身できる。特定の個人に変身することもできるが身体能力、特殊能力までは変化しない。
特定個人に変身する場合はその対象をきちんと視認しないと細部まで正確に変身することが出来ない。

ミナエル / 天里 美奈（あまさと みな）
声 - 松田利冴
天使姿の魔法少女。N市の大学生。ユナエルとなった妹・優奈とは実の双子。
右肩のみに生えた翼と左足首のリボンは、ユナエルとは左右対称。ショートボブで髪が外ハネしているのが特徴。黒いスモックの下には大きなかぼちゃパンツを穿いている。
無邪気で明るく人懐っこいが心根は軽薄かつ冷酷。姉妹以外の人間関係には無関心で倫理観が欠けている。ユナエルと合わせて”ピーキーエンジェルズ”を名乗っている。ルーラに従順な態度を見せているが、裏では姉妹で悪口を言っている。
『restart』では、特徴が似ているモンスターが登場する。
魔法：生き物以外の好きなものに変身できるよ
材質を問わず生命以外なら何でも変身が出来る。変身時にサイズや重さも変化する。
変身後は変身した物体の性質・機能を持つようになるが、自分を超える耐久力を持つことはできない。またミナエル自身が構造を把握していない複雑な機械に変身することも不可能。

ヴェス・ウィンタープリズン / 亜柊 雫（あしゅう しずく）
声 - 小林ゆう
長いマフラーにロングコート姿の魔法少女。中性的な顔立ちとボーイッシュなスタイルの大学生。
シスターナナの相方。変身前でも非常に容姿が淡麗であり、シスターナナの変身前である奈々とは同性の恋人同士である。冷静沈着のように見えるが意外と短気。
マジカロイド44のマジカルパワー増幅ピアスを身につけたことで、魔法少女に選ばれた。
過去にはシスターナナを守るためカラミティ・メアリとも互角な戦闘を行った実力者。
魔法：何もないところに壁を作り出せるよ
任意の壁を創造できる。サイズは高さ2メートル、幅1メートル、厚さ30センチに固定されているが、壁から壁を伸ばしていくことにより実質的にサイズアップが可能。材質などは現在居る地形に依存するが、魔法で強化されているので基本的には頑丈。

シスターナナ / 羽二重 奈々（はぶたえ なな）
声 - 早見沙織
修道女姿の魔法少女。平均よりも少しぽっちゃりした体型が気になっている大学生。
腰にかかるほど伸びた髪の先端は縦ロールになっている。
ヴェス・ウィンタープリズンと行動をともにする。博愛主義者でキャンディ争奪戦が始まって以降も戦うことは愚かであると主張し、手を取り合う必要性を各魔法少女に訴えている。ただ、雫に対して「ヒロインを守る王子様」の役割を押しつけ、自分は「王子様に守られるヒロイン」を演じるという歪んだ理想を抱いている。
自らが魔法少女になると腕力的に勝ってしまうという考えから、亜柊雫を自らを守るパートナーとして魔法少女にする道具をマジカロイド44から買い続けていた。
『limited』までに登場した魔法少女の中で純粋な腕力が10番目に強い。
魔法：好きな人の力をめいっぱい引き出せるよ
任意の相手の能力を格段に上昇させられるが、自分自身には適用されないため、パートナーの存在が必要となる。

マジカロイド44 / 安藤 真琴（あんどう まこと）
声 - 新井里美
女の子型ロボット姿の魔法少女。コンビニでアルバイトをしている15歳のフリーター。中卒。
小学生の女の子がロボットになったようなイメージの外見。腰には未来の道具を取り出せるウェポンラック。背中のランドセルはブースターで空を飛ぶことができる。
何事も損得を優先に考えて行動する現実主義で、やりたくないことは絶対にやらない。
実生活ではホームレス同然の生活を送っているためか、常に金づるを求めている。
「魔法少女育成計画」のゲームは友達の部屋に泊めてもらう代わりにレベル上げを頼まれてプレイ。そのときにファヴに選ばれたため、マジカロイド44の外見は真琴が作成したものではない。
『restart』では、特徴が似ているモンスターが登場する。
魔法：未来の便利な道具を毎日一つ使えるよ
バックパックからランダムに四億四千四百四十四万四千四百四十四の「未来の便利な道具」の内から一つを取り出すことが出来る。
その日限りの使い捨てで、何が出てくるかは本人にも予想が出来ない。
原作では道具を取り出す際の具体的な描写がなかったため、テレビアニメ版では監督の橋本のアイデアにより、ランドセルだと手が届かないため両脇のポーチから道具を取り出す設定となった。

ファヴ
声 - 間宮くるみ
電脳妖精タイプのマスコットキャラクター。
本体は右半身が黒、左半身が白というカラーリングのやや潰れた球体。その後部に4枚の羽根が生えていて、動かすたびにキラキラとしたリンプンが飛び散る。感情による表情の変化はない。
ゲーム「魔法少女育成計画」の運営伝言を担当する。人事部門所属。語尾に「ぽん」と付ける。選んだ魔法少女に基本的な能力の説明や、人助けという使命についてレクチャーを行う。無慈悲に運営の魔法少女同士の殺し合いの結果を参加者達に逐次報告し、時には戦いをより激化させようとする。

### 魔法少女育成計画restart
出典は特に明記されていない場合宝島社出版「魔法少女育成計画restart」前編・後編より
ペチカ / 建原智香（たてはら ちか）
声 - 井上ほの花
中学生。生身の自分の容姿に自信がなく変身後の姿を使って片思いしている野球部の二宮くんにアプローチをかけている。
ゲーム開始時はクランテイル、那子、リオネッタと即席でパーティーを組む。当初は魔法少女としては戦闘向きではない魔法＆低い身体能力のせいでパーティーメンバーから半ばお荷物扱いされるが、魔法を使った美味しい料理を振る舞うことでパーティー内での地位を確立していく。
変身後の容姿：パティシエ
魔法：とても美味しい料理を作れるよ
自分が五分間触れていた物を、何でも料理に変えることが出来る。材質は問わず（岩でも泥でも料理に出来る）味は総じて極上の絶品。魔法の特性的に料理に関する嗅覚が鋭い。

クランテイル / 尾野 寧々（おの ねね）
声 - 伊瀬茉莉也
和服姿の上半身に、自身の魔法で常に下半身が動物の姿をしている魔法少女。あまり感情を顔に出さないタイプだが、機嫌のいい時は馬の下半身の尻尾を揺らす、機嫌の悪い時は蹄を鳴らすなど魔法で動物化している下半身で感情を表す癖がある。無口で無愛想と思われがちだがコミュニケーションが苦手なだけで、根は素直で仲間思いである。
その戦闘能力の高さからペチカたち即席パーティーのリーダーになる。
人付き合いが不得手なためか、実生活では動物好きであり、将来は動物学者を目指している。
変身後の容姿：半獣人（基本形態はケンタウロス）
魔法：半分だけいろんな動物に変身できるよ
自分の下半身を生き物の首から下に変身させる。元がクランテイルより小さな生き物の場合、自分の上半身に合わせて自動的に大きさが調整されるが、元がクランテイルより大きな生き物の場合は調整はされない。
本人が実際に目にしたことがあり、自身が生き物と認識しているものにしか変身できない。

御世方 那子（みよかた のなこ） / アンナ・サリザエ
声 - ジェーニャ
クランテイルチーム所属。語尾のおかしな日本語を使う。チームメイトのリオネッタとは常にいがみ合っている。ゲーム内の生物型モンスターを自身の魔法で使役して戦う。
『友達』にした生き物に対しては使役している間は猫可愛がりするが、更に強いモンスターを使役したらあっさり前に使役していたモンスターを倒してしまう。
変身後の容姿：巫女
魔法：どんな動物とも友達になれるよ
戦って勝利した動物を、献身的な『友達』にする。『友達』になった相手とは意思の疎通が可能になる。人間や植物には使用できず、複数の相手に同時に魔法を行使することもできない。
一度「友達」になった動物は死亡するか、那子が魔法を解除するまで「友達」であり続ける。

リオネッタ / 九条 李緒（くじょう りお）
声 - M・A・O
クランテイルチーム所属。お嬢様口調だが皮肉屋でイヤミが多く、同じチームの那子とは喧嘩ばかりしている。ペチカの料理に惚れ込む。
『スクールカレンダー2016』特典の短編集「circle of life」にて本名と、没落した名家の元お嬢様であることが明かされた。
変身後の容姿：ゴスロリの人形
魔法：人形を思い通りに操ることができるよ
視界内にあるリオネッタが人形と認識している物を使役して自由に動かすことが出来る。魔法の発動後に人形が視界の外に出ても効果は持続し、元々関節が作られていない彫像などでも自在に動かせる。材質によって動きの速さや強度は変化するが魔法による強化がされているため、一般的には元の材質より強度が増す。

マジカルデイジー / 八雲 菊（やくも きく）
声 - 内田真礼
デイジーチームのリーダー。中学生の時に魔法少女になり、現在大学生の魔法少女。
かつて魔法の国広報部門によってアニメ化されたことがあるため、魔法の国を知らない一般人にも有名な魔法少女。
変身後の容姿：花の国のお姫様
魔法：必殺のデイジービームを撃てるよ
命中したものを分子単位で分解するビームを放つ。指先から撃てば細いビーム、掌から撃てば太いビームになる。
生物に当てると文字通り「必殺」になってしまうため人に向けて撃つことは魔法の国から禁じられており、主に産業廃棄物や不法投棄物の処理、非合法組織の施設破壊等に使われてきた。

のっこちゃん / 野々原 紀子（ののはら のりこ）
声 - 澤田姫
デイジーチームに所属。10歳の小学4年生だが4歳の時に魔法少女になったので魔法少女歴は6年とゲーム参加者の中では古参。
自身の魔法でチームのムードメーカーとして奮闘する。
変身後の容姿：メイド
魔法：まわりの人の気分を変えられるよ
自分の感情を周囲に伝える。およそ半径二十メートル以内の生物全てが効果対象となる。伝播させるためには自身が本気で思い感じる必要があるため、思い込みの力が重要となる。

＠娘々（あっとまーくにゃんにゃん） / 棚橋 陽真理（たなはし ひまり）
声 - 鬼頭明里
デイジーチーム所属。変身中は語尾に「アル」をつけているがこれはキャラ作りの一環。戦闘能力は非常に高い。一度魔法少女を引退していたため記憶を消され一般人として生活していたが、ゲーム開始時に勝手に魔法少女に復帰させられた。
変身後の容姿：チャイナ服の拳法家
魔法：お札の中にものを閉じこめられるよ
所持している十枚の札に重量や大きさを無視し、札で触れた物体を封じこめられる。封印、解放ともに一瞬でできる。封印可能時間の制限はなく、封印している間は内部の物体が劣化することはない。全体を見渡せないほど大きい物は封じることができない。

夢ノ島ジェノサイ子（ゆめのしま じぇのさいこ） / 園田 かりん（そのだ かりん）
声 - 鈴代紗弓
デイジーチーム所属。現実世界では都内在住で漫画家をしており、様々なジャンルに詳しいオタク気質。
『無印』より少し前にラ・ピュセルと魔法少女ファンサイトのオフ会で会ったことがある。
変身後の容姿：地球防衛軍隊員
魔法：魔法のスーツでどんな攻撃でもへいきだよ
スーツのバイザーを下げている限り、スーツはどのような攻撃であっても防ぐことが出来る。マグマの中でもダメージゼロで活動可能で、一見隙間があるように見えても魔法の力でカバーされている。

プフレ

シャドウゲール

マスクド・ワンダー / 三田好（みた このみ）
声 - ファイルーズあい
プフレチーム所属。ゲーム開始当初、腕に包帯を付けていたプフレを怪我人と思い「弱き者の味方」としてモンスターと戦闘している所に颯爽と登場しこれを撃退。以後プフレ、シャドウゲールのパーティーに加わりその高い戦闘力でチームの攻撃手として活躍する。決め台詞と共に登場し、物事を解決したら勝利のポーズを取るなど見た目かなり暑苦しい。
変身後の姿：アメコミ風ヒロイン
魔法：いろんなものの重さを変えられるよ
触れたものの重量を変化させる。物体の一部分のみに効果を及ぼすことも可能で自分自身に魔法をかけ高くジャンプする、自分の拳を重く＆攻撃する相手を軽くして派手に吹っ飛ばすなどといった応用も可能。
重くする上限と軽くする上限はそれぞれ存在するがマスクド・ワンダー自身の鍛錬によってこれらの上限は上がる。

ディティック・ベル / 氷岡 忍（ひおか しのぶ）
声 - 富田美憂
メルヴィル、ラピス・ラズリーヌ、チェルナー・マウスを擁するベルチームのリーダー。魔法少女の見た目同様に人間時の生業も探偵である。
高い戦闘力を持つがリーダーの言うことを聴かないチームメンバーをまとめるのに苦労する。
変身後の姿：探偵
魔法：たてものとお話できるよ
建造物にキスをすることで疑似的な人格と顔を与え、会話できるようになる。解除の際にもキスが必要。質問することで建築物の内外の情報等を知ることが出来る。建築物は基本的にベルに友好的な人格だが、建築物の持ち主に不利となる情報は答えてくれない。ゲーム世界内では建物が全てGMの所有物扱いとなっており、魔法を使っても会話はできるが情報を教えてはくれない。

チェルナー・マウス
声 - 長縄まりあ
ベルチーム所属。子供っぽくわがままな性格。自身の魔法を使ってチームの狩場を占領しており他のパーティーメンバーやベルは困り果てている。平仮名が読めなかったり、幼い仕草に反して子沢山の母親であるかのような謎発言をしている。
episodes収録の短編において、変身前はアンナ・サリザエに飼育されているハムスターと繋がりがあることが示唆されている。
変身後の特徴:ハムスターの被り物
魔法：ものすごく大きくなれるよ
自身の身体を巨大化する。大きさに比例して体重と力も大きくなる。30m程度の大きさでは特に疲労しないが、それ以上の大きさになると疲労が激しくなり理性も薄くなる。

ラピス・ラズリーヌ
声 - 悠木碧
ベルチーム所属。清楚な容姿だが騒がしく、語尾に「〜ッス」とつける。マスクド・ワンダーのように名乗り口上等を用意している。あまり考えずに直感で動くタイプだが自然と正解を引き寄せる。メルヴィルの訛りを唯一理解できるのでその言葉を標準語に翻訳していることが多い。
カラミティ・メアリの実娘だったというボツ設定があり、ゼブラー柄のマントと尻尾はメアリのヒョウ柄のビキニと揃えることを意識してデザインされ、ほかにもタレ目や泣きぼくろが名残となっている。遠藤はデザインに関しては「青い子」とだけオーダーした。
変身後の容姿：白い虎の毛皮と青いワンピース
魔法：宝石を使ってテレポートできるよ
宝石のある場所へ、瞬時に空間転移する。どれだけ離れていても一瞬で転移が可能だが、宝石は自分で調達して設置・他人に持たせる必要がある。

メルヴィル / 久慈 真白（くじ ましろ）
声 - 三上枝織
エルフの容姿に身体中に蔦が絡み、いくつもの薔薇の花が咲いているので見た目は可憐だが、東北出身者なためか訛りの強い東北弁で会話するため、本人もそれをものすごく気にしており、意思疎通のできるラビス・ラズリーヌ以外の人にはあまり話したがらない。
クラムベリーとは同じエルフ容姿と格好をしているためか気に入られてメル友の仲であり、その関係で魔法少女になったばかりのラ・ピュセルと会ったことがある。
変身後の容姿:エルフの狩人
魔法：色を自由に変えられるよ
触れた物体の色を自由に変化させることができ、あるはずのものを消したり、ないはずのものを見せたりして相手を混乱させる。固有アイテムとして右手に銛、左手に弓矢を装備しており、銛は何本撃っても尽きることがない。

アカネ / 不破 茜（ふわ あかね）
声 - 小清水亜美
いずれのチームにも所属しないソロプレイヤー。常に殺気立っており「音楽家」なるものに異常な執着を持つ。
変身後の姿：着流しのサムライ
魔法：見えているものならなんでも斬れるよ
視界にあるものに対し、距離を無視して斬撃を与える。使用には固有アイテムである刀か脇差を振り上げ、振り下ろすという行程が必要になる。
この行程が完了する直前に移動する、遮蔽物などで視線を塞ぐ、などの方法をとれば斬撃を回避することが可能。

ペチカの友人（本名不明）
森の音楽家クラムベリーによって行われた選抜試験にペチカ（建原智香）と共に参戦するが、あえなく戦死した。

のっこちゃんの先輩（本名不明）
のっこちゃんの回想に出てくる魔法少女。それは選抜試験での様子だが、その後あたかも戦死したような描写がある。
キーク
声 - 潘めぐみ
魔法の国のIT部門トップ。このゲームを制作したゲームマスター。「正しい魔法少女ならきっとこのゲームをクリアできる」と考えており、プレイヤーに試練を課す。スノーホワイトに強い憧れを抱いている。
変身後の姿：ビキニの上に白衣
魔法：電脳空間で自由自在に行動できるよ
電脳空間を作成し、その中の全てを思うがままに操る。ネットワーク経由で他者の魔法の端末をコントロールし、魔法的なトラップを仕掛けることも可能。
自身のテリトリーである電脳空間の中では神のように振る舞うことが可能で、データ上だけなら過去に死んだ魔法少女を再現することも出来る。

ファル
キークをマスターに持つ電脳妖精型マスコットキャラクター。ファヴの同型機であり容姿も全く同じだが、性格は至って温厚でゲーム空間内に閉じ込められた魔法少女たちを助けるために可能な範囲で手助けしようとする。
『restart』の事件終了後はスノーホワイトのマスコットとして彼女の活動を支える。キークの魔法によって多数の改造を施されているため通常の電脳妖精型マスコットを遥かに凌ぐ性能を持つ。

パレット
声 - 山口勝平（ドラマCD「アニメ化の条件」）
マジカルデイジーの元マスコットキャラクター。現在は広報部門で働いている。マジカルデイジーのようなアニメ化される魔法少女を求めており、マジカルデイジーの選抜試験官を務めたクラムベリーが試験官を行うというN市を視察したことがある。

### 魔法少女育成計画limited

#### 波山中学校の魔法少女たち
キャプテン・グレース / 芝原 海（しばはら うみ）
B市の波山中学校に通う中学生。クラスは二年C組。
根村佳代とは小学校からの相棒。幼少時代からサバイバルを行い、素手で熊を撃退したこともある。腕力と凶暴性が人間離れしているため、周りからは問題児としてしか見られていない。
変身後の姿：女海賊
ピーターパンのフック船長のように左手がフックになっている。身体能力は高く、標準装備として片刃剣（カトラス）とフック鉤つきロープを持つ。
魔法：すごくかっこいい魔法の海賊船を出せるよ
全長十メートルほどの魔法の海賊船を出現させる。帆船の形をとっているが風力は必要としない。水上であれば亜音速で自由に航行できる。船内には大砲・ロープ・保存食等が備え付けられていて、船から持ち出して使用することも可能。船および備品の全てが、魔法少女の使用に耐えうる強度を持つ。

ファニートリック / 根村 佳代（ねむら かよ）
波山中学校2年生。幼馴染の芝原海には相棒と認識されているが本人は「海と一緒に居ていいことなんてひとつも無かった」と思っている。
変身後の姿：ステージマジシャン
魔法：隠したものと別のものを入れ替えるよ
二つの隠されている物体の場所を入れ替える。生物無生物を問わず使用できるが「どちらの物体も他者の目が届かない状態にあること」「対象の片方は自分から半径一メートル以内、もう一方は半径五十メートル以内に存在している」「両方の位置を本人が把握している」という条件を全て満たさなければならない。

ウェディン / 結屋 美祢（むすびや みね）
波山中学校2年生。D組の学級委員長。教師には真面目な委員長で通っているがオタク趣味が激しい一面がある。急に魔法少女になったことも割とあっさり受け入れ、委員長だからという理由で波山中学校の魔法少女チームのリーダーを自称。自身の魔法で「リーダーであるウェディンの指示には必ず従うこと」をチームメンバーに約束させる。
変身後の姿：鎖を巻いた花嫁
魔法：約束したらそれをぜったい守らせるよ
約束を交わした相手に、絶対にその約束を守らせる。相手の同意さえあれば、約束の数、約束を交わす相手の数に制限はない。複数の約束をした際に内容が矛盾した場合は後から成立した約束が優先・上書きされる。

レイン・ポゥ / 三 香織（にのつぎ かおり）
波山中学校1年生。友人が多く社交的な性格。友人であるポスタリィと共に行動することが多い。
変身後の姿：虹のドレス
魔法：実体を持つ虹の橋を作り出せるよ
魔法少女が上で歩いても耐えられる強度の実体を持つ虹を作る。虹には厚みがなく温度や音を発生させない。
視界の範囲内ならどこにでも実体化可能で、視界から外れた虹はボロボロと崩れ落ちていく。

ポスタリィ / 酒己 達子（さかき たつこ）
波山中学校1年生。引っ込み思案で臆病な性格。香織以外に親しい友人もいない。
変身後の姿：郵便配達人
魔法：どんなものでも持ち主のもとに送り返せるよ
触れた物体に鳥のような羽が生え、所有者に向かってまっすぐ飛ばす。『普通郵便』と『速達』の2種類の速度があり、普通郵便は人間でも追いかけられる速度、速達は平均的な魔法少女の足でも追いつけない速度となる。
配達物が飛んでいく途中に障害物があれば、ぶつかって落下する。持ち主の元についた時点、もしくは途中で落下した時点で羽は消滅する。

繰々姫（くるくるひめ） / 姫野 希（ひめの のぞみ）
波山中学校の国語教師。生徒に「モンスター」とあだ名を付けられていることを気にしているが、その実態は20代後半とは思えないほどの希の異常な童顔に驚いた生徒達が名付けたもの。
トコに魔法少女にされ「悪い魔法使いを撃退してほしい」と頼まれた当初は生徒達を危ない目に遭わせられないと反対するが、結局生徒達のお目付け役として行動をともにすることになる。
変身後の姿：バレリーナ
魔法：何本ものリボンを自由自在に操るよ
コスチュームの一部であるリボンを自在に操作する。繰々姫のコスチュームは216本のリボンから構成されており、その一部あるいは全部を解いて魔法に使用できる。リボンは自身の手足よりもはるかに速く動かすことが可能で、これに縛られた魔法少女は自力で抜け出すことは難しい。

テプセケメイ / メイ
変身後の姿：ランプの魔人
波山中学校の理科準備室で飼われていたエジプト陸ガメ。本能的かつ感情に任せた言行が多いとされる変身前が動物の魔法少女の中では珍しく感情をあまり表に出さないが、水槽での生活とは全く違い手も足もあり自在に空を飛べる魔法少女の身体に充実したものを感じている。魔法少女仲間として行動を共にしている人間の顔や名前を覚えきれずに一人立ちもできない世話焼きっ子だが、哲学的な思考で物事の核心を付いた解答を導き出すなど理知的な面を併せ持つ。
事件後は7753こと七谷小鳥の家に住むこととなり、庭に住まいの小池を作ってもらった。
魔法：風と同化してどこへでも行けるよ
肉体を周囲の気体と同化させる。この状態では物理的な攻撃は全て素通りする。何らかの方法で体を分断されてもダメージにはならず、分かれたパーツ単位で行動できる。分かれたそれぞれのパーツを元の状態に戻したり、逆に分身も可能。

トコ
B市の波山中学校に突如現れたマスコットキャラクター。人間がそのまま小さくなったような妖精型をしている。理科準備室に集まっていた生徒達を魔法少女にした。

#### 魔法の国監査部門混成捜査チーム
マナ（魔法使い）
監査部門捜査班所属。魔法少女ではなく魔法使い。父親が魔法の国では高名な魔法使いで、父親から譲り受けた魔力アップのとんがり帽子に甲冑並みの防御力を持つ魔法のマントを羽織る。アルコールに弱く、酔っぱらうと地が出てしまう。B市での捜査で捜査班長に任命され、さらに姉同然の存在である下克上羽菜も参加したため、良い所を見せようと奮闘する。
魔法：呪文と儀式でいろんな魔法を使うよ
魔法使いは魔法少女のような固有の魔法を持たないが、各種マジックアイテムや儀式によって様々な魔法を行使できる。

下克上羽菜（げこくじょう はな）
変身後の姿：和服のうさ耳少女
監査部門捜査班所属。性格は穏やかだが監査部一の使い手であり、魔王塾門下生の何人かも手合せをしたことがあるほど。魔法少女になった時の試験官がマナの父親であり、それが縁でマナとは姉妹のような関係を築いている。B市の捜査にマナが班長になると聞き、まだ荷が重いと班員に志願した。
魔法：感覚をものすごく鋭くできるよ
自分を中心に半径3メートル以内の生物（自分含む）の感覚を鋭敏にする。誰のどの感覚をどれだけ増幅するかは任意に決定、調整可能。複数の対象に同時に魔法の行使も可能だがその場合は細かい調整が難しくなる。

7753（ななこさん） / 七谷小鳥（ななや ことり）
人事部門所属。魔法少女歴7年のベテラン魔法少女で、魔法少女部門と雇用契約して給料で生計を立てているサラリーマン魔法少女。両親は他界しており、現在は生家で一人暮らし。
リップルの研修を行うためにB市を訪れた所に捜査班への協力を求められることになる。
デザインは遠藤が「セーラー服系のスノーホワイトとは違うタイプの制服で」とオーダーしたことで、マルイノのダメ元のアイデアで学ランとなった。ゴーグルについては能力と関わるため、先に遠藤が指定した。
変身後の姿：詰襟の学生服
魔法：相手の能力がわかる魔法のゴーグルを使うよ
固有アイテムの魔法のゴーグルで相手の数値化できる情報（ハートマークの数で表される）から、数値化できない情報（趣味・思想等）全てを閲覧することが可能。
ゴーグル自体は他の魔法少女も使用可能だが、情報の種類を切り替えるダイヤルは元の持ち主である7753以外にはうまく扱えない。

魔王パム
変身後の姿：4つの羽根を持つ魔物っ娘
B市の混成捜査チームに加わった外交部門のエースで現代最強の魔法少女。彼女のその強さとカリスマ性に憧れて弟子入りする魔法少女は跡を絶たず、「魔王塾」を開いて魔法少女たちに戦闘術を教えており、かつての門下生にクラムベリーや袋井魔梨華などが居た。
魔法：四枚の黒くて大きな羽で戦うよ
四枚の羽を自在に操る。形・大きさ・性質・構成素材を変えたり、感覚器の付与、再生などできることは多岐に渡る。何らかの原因で羽が何枚か消滅した場合でも、残っている羽を分裂させ四枚に戻すことが可能。ただし、上限は四枚。
自身の羽を使って分身となる魔法少女を作り出すといったことも可能。

リップル

#### 反体制組織グループ
ピティ・フレデリカ

トットポップ / ジェシカ・プレイズ
ピティ・フレデリカの弟子の一人で、魔法の国の変革を目論む反体制組織に所属している。フレンドリーな性格で誰とでも打ち解け、ある意味魔法のようなその才能を生かして相手から自然に情報を引き出す。
変身後の姿：ロックミュージシャン
魔法：魔法のギターで実体のある音符を作り出すよ
固有アイテムのギターを奏でることで実体化した音符が、霞のように敵に向かって襲いかかる。音色や音の大きさによって、音符の大きさ、固さ、速度、色、ぶつかった際に相手に与えるダメージなどが変化する。音符は元は音波であるため物体にぶつかると反射し、移動距離に応じて徐々に減衰していく。

プキン
百三十余年前に優秀な監査役として数々の魔法犯罪者を取り締まり「将軍」と讃えられていたが、余興のためだけに自身の魔法により多数の冤罪を生み出したことが後に判明し魔法刑務所内で封印刑に処され、以後も「汚れ仕事」がある毎に封印解除されては駆り出され、解決したら再び封印される人生を送っていた。フレデリカの手により封印を解除され脱獄、彼女との取引で行動を共にする。英語で会話し、主にフレデリカか英語の話せる相手に通訳してもらう。
今の技術が確立する前の旧型の魔法少女であり、現行の魔法少女違い食事が必要で大食漢。
変身後の姿：王女騎士
魔法：魔法の剣で刺した相手の考えを変えさせるよ
固有アイテムである細剣で対象を傷つけると、その認識を変化させられる。敵と味方を勘違いさせる、感覚の一部を失わせる、幻覚を見せるなど、自由度は非常に高い。魔法を行使できる対象は同時に一体のみで、新しい対象に魔法をかけた場合、その前に魔法を使っていた対象の認識は元に戻る。また、応用で相手に「英語が理解できる」と認識させることにより会話が可能になる。

ソニア・ビーン
その昔盗賊をしていたところをプキンに見出されて魔法少女となり、以降プキンの右腕として活動をしてきた。後にプキンと共に捕縛され封印刑に処されたが、ピティ・フレデリカの手により解除され脱獄、彼女らと行動を共にする。プキン同様旧型の魔法少女であり、大量の食事の摂取を必要とする。
変身後の姿：灰かぶり姫
魔法：さわったものをすぐボロボロにしちゃうよ
触れたものを物体・光・音・その他エネルギー問わず急速に劣化させる。劣化速度があまりに速いため、物体を瞬時に消滅させて黒い靄にしてしまうように見える。
触れているどの物体を劣化させるかはソニア自身がコントロール可能で、身につけている服や地面など、消してはいけないものを戦闘時に無意識に判断している。

### 魔法少女育成計画JOKERS

#### ピュアエレメンツ
プリズムチェリーを除き、魔法の国の技術とは全く異なる方法で作られた人造魔法少女たち。
「魔法少女になりませんか」という募集のチラシで集められた。自分たちが人造魔法少女であることを知らない。
プリンセス・デリュージ

プリンセス・テンペスト / 東恩納 鳴（ひがしおんな めい）
朱里の末妹の友人にあたる小学2年生。近所に引っ越してきた中学生の少年に恋をしているが、彼が朱里に気があることを知り、彼と年の近い美少女に変身できるかもと考え魔法少女に志願した。
魔法：風の力を使って敵と戦うよ
固有アイテムのブーメランから、魔法少女の身体も切り裂くことが出来る真空を発生させる。また、風の力を用いての飛行が可能。

プリンセス・インフェルノ / 緋山 朱里（ひやま あかり）
部活を引退して、新しい何かをやりたいと考えていた高校生。スノーホワイトこと姫川小雪とは小学校時代の同級生だった。
魔法少女姿は名前のとおり火をモチーフにしたドレスを纏う。
魔法：火の力を使って敵と戦うよ
固有アイテムの偃月刀から高熱を発生させる。この熱は多量の水を一瞬で蒸発させ、魔法少女にもダメージを与えるほど。また、自身の身体から炎を噴き上げることができる。

プリンセス・クェイク / 茶藤 千子（さとう ちこ）
女子大学生。小学生女児を愛好しており、学業の合間を縫って公園などから小学校の体育の授業を眺めてスケッチする趣味がある。
魔法：土の力を使って敵と戦うよ
固有アイテムのハンマーで打ち叩いた物を激しく震動させる。これで地面を叩くと、周囲に局地的な地震を発生させることができる。また、大地の力の加護で打撃への耐性がある。

プリズムチェリー / 加賀美 桜（かがみ さくら）
実生活・魔法少女両方における自分の平凡さを気にしている中学生。同級生のデリュージに誘われたことでピュアエレメンツに加わり、チームでの魔法少女活動を喜んでいるが、他のメンバーが自分の知る魔法の国の一般的な魔法少女たちと大きく違う点があることを気にしている。
魔法：鏡に映し出すものを自由に変えられるよ
鏡に映っている映像を自由に変化させる。あくまで変化させるのは鏡の表面のみで、現実には影響を及ぼさない。

#### 魔法の国の魔法少女たち
主に「K県S市に人造魔法少女を研究している施設が存在する」という匿名のメールを見てS市にやってきた魔法少女たち。
ピュアエレメンツの拠点となっている『研究所』に向かう。
袋井魔梨華（ふくろい まりか） / 袋井 真理子（ふくろい まりこ）
暴力が過ぎて魔王塾から放逐されたほどの戦闘狂魔法少女。人造魔法少女の情報を聞いて、スタイラー美々を巻き込む形で事件に介入する。
魔法：頭にいろんな魔法の花を咲かせるよ
　花の種を飲み込み、頭に魔法の花を開花させる。この花は種類によって熱線や悪臭を放ったり、痛み止め効果のある実をつけるなど様々な効果をもたらす。水や土、太陽光といった環境を整えて育成の時間をかけることで、花が咲いている時間を延ばせる。意識的に急速に花を咲かせることも可能だが、その場合はすぐに枯れてしまう。

スタイラー美々
本来変更することが出来ない魔法少女の容姿や服装を自身の魔法で変化させることが出来るため、魔法少女専門のスタイリストとして働いている。魔梨華の友人で、彼女に巻き込まれる形でS市入りする。
魔法：魔法のコーディネートで身だしなみを整えるよ
生物無生物問わず対象の見た目、装いを変化させる。本来無かったはずの装飾品を生み出す、短髪を伸ばすといった、通常ではあり得ないスタイリングも可能だが、元の姿との相違が多いほど時間を要する。対象が美々から離れても魔法の効果は持続するが、対象が魔法少女の場合は変身を解除した時点で効果が失われる。

アンブレン / 嵩山 美津（かさやま　みつ）
外交部門所属でレディ・プロウドの部下。見た目は幼いが戦闘力は高く、外交部門内でも相当の実力者だが、非常に飽きっぽいのがタマにキズ。
魔法：なんでも受け止める魔法の傘を使うよ
飛来したものの速度や重量を無視して「ふんわりと」受け止める傘を持つ。傘が閉じていル場合や、傘の内側にも魔法の効果は及ぶ。
これを利用して高所から落下傘のようにゆっくり降下したり、滑空もできる。

レディ・プロウド
外交部門所属。魔王塾出身者ではないため相応の実力はあるものの外交部門内では目立てず、魔王パムを一方的にライバル視していた。野心家であり、人造魔法少女の秘密を探ることで亡き魔王パムに代わって外交部門を立て直すことを目論んでいる。アンプレンのプニプニほっぺがお気に入り。
魔法：自分の血を好きな液体に変えられるよ
自分の血液を任意の液体に変化させる。いったん身体から離れた血液でも、液体の状態であれば魔法を行使できる。自身の血液を意のままに変換することができる。主に小瓶に詰めており、硫酸やニトログリセリンなどに変換してぶつけるなど攻撃に使用している他、接着剤や酒など、使用範囲が広い。
体内の血液の神経伝達物質や脳内麻薬をコントロールすることによって痛覚の鈍化や五感・俊敏性の強化を行うこともできる。

グリムハート
ハートの女王のような見た目で魔法の国の情報局に所属する魔法少女。何を聞かれても「クビヲハネヨ」としか応えない。シャッフリンを部下に従えている。
その正体は魔法の国の「三賢人」の一人シェヌ・オスク・バル・メルがこちらの世界で活動するための現身。
魔法：礼儀知らずは相手にしないよ
グリムハートが許可をしない限り、無礼者からのあらゆる干渉を受け付けない。無礼者かどうかはグリムハートの主観によるが、基本的にグリムハートは自分以外の全てを無礼者と認識している。
このため戦闘、魔法、会話、その他あらゆるコミュニケーションはグリムハートから一方的に行われる。

ウッタカッタ
生業を持たないフリーランスの魔法少女の一人。口調は丁寧だが慇懃無礼。フリーランス仲間であるフィルルゥ、カフリアと共に人造魔法少女の研究施設を探す。
魔法：不思議なシャボン玉を作ることができるよ
固有アイテムであるストローに息を吹き込み、不思議なシャボン玉を作る。シャボン玉の大きさ・割れやすさは自由に調節でき、強度を最強にすれば、魔法少女の打撃でも簡単には割れない。このシャボン玉は一定の浮力を持ち、大きいサイズにすれば中に人を入れたまま浮くこともできる。
作られたシャボン玉はウッタカッタの意思で自由に動かしたり割ることが可能。

シャッフリン
不思議の国のアリスのトランプ兵がモチーフの魔法少女。グリムハートの部下で、なにかと彼女に罵倒されている。
魔法：マークや数字によって能力が変わるよ
トランプの枚数と同じ52＋ジョーカー1枚の53体の分身から構成される魔法少女。53体それぞれに違うスートと数字が描かれており、能力が少しずつ違っている。
スートは基本的な能力を表し、スペードのシャッフリンは戦闘能力に優れ、ダイヤは技術に優れ、ハートは高い耐久力、クラブは潜伏・隠密を得意とする。数字はそれぞれの能力の高さを表し、Aが最優で以下K、Q、J、10〜2と続く。
ジョーカーは全てのシャッフリンの統括役であり、シャッフリンが何体破壊されてもジョーカーが魔法少女1体分の魔法力を吸収することで52体全てを復活させることができる。

フィルルゥ
元魔法少女用刑務所の看守。『limited』でフレデリカ達が脱獄した一件が元でいつの間にやら失職しており、再就職のために活動するフリーランスの魔法少女。
魔法：魔法の針と糸でなんでも縫いつけるよ
魔法の針と糸で縫製をする。針で刺した際のダメージは無く、生き物に刺しても痛みを与えない。また、どんな物にも刺さる。糸の強度は力自慢の魔法少女でも千切ることができないほど。
自身の身体に刺して糸を通すことで糸に触れたものを身体で検知することができる仕掛けを施すなどの応用が可能。

スタンチッカ
道化師姿の魔法少女。顔が口元以外マスクで隠されており、言葉も発さない。スノーホワイト達に「よろず相談承ります スタンチッカ」という名刺を渡して自己紹介をした。
魔法：魔法の大道芸でみんなをびっくりさせるよ
どこからともなく持ってきた物を使って大道芸をする。火を噴く、ジャグリングなど多彩な芸を行う。使う道具には爆薬なども含まれており、それらは魔法少女にダメージを与えるほどの威力を持つ。

カフリア / 木村 心（きむら こころ）
フリーランスの魔法少女。自身の魔法とは別に背中の翼で単独の飛行が可能。フィルルゥ、ウッタカッタと人造魔法少女の研究施設を探す。自身の魔法が「しょぼい」と自覚しており、「しょぼい」魔法を持つフリーランスの魔法少女仲間と仕事の融通や世間話をするためのお茶会を開いている。
魔法：誰が一番早く死ぬのかわかるよ
視界内にいる人間（魔法少女や魔法使い等も含む）の中で、誰が最初に死ぬかがわかる。カフリアの視界には当該人物の頭上にドクロマークが浮かぶが、このドクロマークは実体がないため触れることが出来ず、他の者にも視認できない。死亡の原因や、具体的な時期まではわからない。

### 魔法少女育成計画ACES・QUEENS

#### 三賢人プク派
三賢人の一人アヴ・ラパチ・プク・バルタの現身であるプク・プックとその部下たち。
スノーホワイトにプレミアム幸子の捜索を依頼する。
中野 宇宙美（なかの そらみ）
プク・プックの近衛隊三姉妹の末っ子。ダラッとした雰囲気だが、喧嘩が多い長姉うるると次女幸子のフォローに回ることが多い気配り屋。
プレミアム幸子捜索の際もスノーホワイトに噛み付くうるるを諌める。
魔法：封を切らずに中身が分かるよ
封を開けることなく物の中身を知ることが出来る。閉じた状態であれば封筒に限らず、鍵のかかった建物などあらゆるものの「中の情報」を把握できる。「閉じたもの」の中に自分がいる場合でも有効。完全に密閉されていなくても情報は取得できるが、密閉率が高いほど精度が上がり、把握できる情報が増える。

うるる
狼をモチーフにした被り物をした魔法少女。プク・プックの近衛隊三姉妹の長姉。宇宙美、幸子ととも幼い頃からプク・プックに育てられていたため彼女に従うのは当然のことと思っている。プライドが高く意固地な性格だが共に育った妹である宇宙美と幸子をいつも気にかけている。
魔法：嘘をつくのがとても上手いよ
付いた嘘をそれがどんなに極端なものでも信じさせる。嘘を吐かれた相手がそれが嘘であることに気づくと解除される。また耳をふさぐなどして声をシャットアウトされると通用しない。

プレミアム幸子
プク・プックの近衛隊三姉妹の次女。プク・プックが行おうとしている儀式に反発して家出をするが、このことによって様々な勢力からその身柄を狙われることになる。酒に弱く酔うと人格が変わる。
魔法：誰かを少しの間すごくラッキーにするよ
契約を結んだ相手の一生分の幸運を一度に使い果たす魔法。コスチュームに付属している契約書に、数十ある同意項目の記入とサインをした者に一度限りの絶対的な成功を約束する。ただしそれらを自分の意志かつ自筆で行わなければならない。
なお一生分の幸運を使い果たした相手は成功の後に最大の不幸が訪れ、大抵の場合死ぬ。

プク・プック
魔法の国三賢人の一人アヴ・ラパチ・プク・バルタの現身にあたる魔法少女。幼稚園児くらいの年頃の金髪巻き毛の少女。
スノーホワイトに出奔したプレミアム幸子の捜索とその護衛を依頼する。
『QUEENS』では最初の魔法使いが遺した機械を作動させるために魔法使いの遺跡に部下を引き連れ籠城戦を行う。
魔法：誰とでも仲良くなれるよ
自身に接したあらゆるものを「お友達」する。対象一人一人に対してどの程度の強度でお友達にするかをプク・プック自身が自在に設定できる。単なる友好的な関係からプク・プックのために働く忠実な部下、人格の変化や思考能力を鈍化させた人形同然の状態への洗脳まで可能。
プク・プック本人が直接顔を合わせなくてもプク・プックが映った動画などを見せるだけでも一定の洗脳効果がある。
プク・プックと離れている期間が長いと魔法の効果が薄れるので、定期的にプク・プックが対象に会ったり動画などを見せる必要がある。
獣人ブランディア
『QUEENS』に登場した魔法少女。ただし戦闘ではなく魔法の国の中枢部にある機械を動かすために動員された。
魔法：爪でどんなものでもひっかくよ
絵柄が存在しないが、猛禽類であるために強靱な爪を実装している。ただし魔法の国の機械を守る装甲は予想以上に硬いが為になんども損傷して、その都度イルネイル（後述）の治療を受けていた。
イルネイル
『QUEENS』に登場する魔法少女で、遺跡の装置を動かすために動員されていた。
魔法：魔法のネイルアートでコーディネイトできるよ
どんなに乱れた爪でも修復できる。ただし、戦闘には使えないためプレイバリューは乏しい。
アン・サーディ
『QUEENS』に登場する魔法少女で、魔法の国にいく直前から招集されている。
魔法：意識させずに行動のパターンを統制できるよ
バースティス
『QUEENS』に登場した魔法少女で、館の場面で邂逅している。
魔法：機械に心を持たせられるよ
マジカルポンジー
魔法：魔法のスポンジで綺麗に出来るよ

#### プフレの部下とデリュージの関係者たち
プフレの部下である人事部門の魔法少女たち。
プリンセス・デリュージと協力してプレミアム幸子の身柄の奪取することをプフレに命じられる。

パトリシア
警察官風の魔法少女。プフレに雇われたシャドウゲールの護衛隊長。女原人呼ばわりされるほど高い近接戦闘能力を誇る。
魔法：魔法の手錠でどんな敵でも無力化するよ
固有アイテムである魔法の手錠をかけた相手を無力化する。手錠は魔法少女の力でも破壊することはできず、外すためには鍵が必要になる。
パトリシア以外の魔法少女が手錠を使用しても同様の効果がある。

アーマー・アーリィ
シャドウゲールを誘拐した鎧姿の魔法少女。一切言葉を喋らないが、シャドウゲールとともにレトロゲームを遊んだり友好的な一面もある。
魔法：攻撃を受ければ受けるほど強くなるよ
自身の鎧が攻撃を受ける度に強化される。鎧が損傷しても鎧の隙間から泥のような物体が出てそれを修復。その際に鎧が厚みを増して防御力が強化される。

ブルーベル・キャンディ
鈴蘭の花をあしらったコスチュームの魔法少女。研究部門で事務仕事をしており自己評価も低い。『JOKERS』の事件の後研究部門に送られてきたプリンセス・デリュージの世話役に立候補。その後彼女を同情するあまり、プレミアム幸子奪取のために研究部門を脱走したデリュージを追いかけ、行動をともにすることになる。
魔法：気分を変える魔法のキャンディーを作るよ
掌から食べたものの気分を変える魔法のキャンディーを生み出す。飴玉は「良いのか悪いのかなんともいえない味」がし、口に入れるとすぐに溶けて消えてしまう。

グラシアーネ
プフレ直属の暗殺チームの一人。自身の魔法を使って観測手を務める。お菓子作りが趣味で他の魔法少女仲間と月に一度だけケーキ屋を営業している。
魔法：魔法の眼鏡でいろんな場所が見えるよ
眼鏡にあらゆる場所の風景を映すことができる。ただし直接足を運んで見た場所もしくはそこから魔法で視点移動をしたことのある場所に限られる。視点移動の速度はあまり速くないため、魔法少女に全力で走られるとそれを追うことはできない。

ダークキューティー
プフレ直属の暗殺チームのリーダー。広報部門が制作したアニメ「キューティーヒーラーギャラクシー」に、悪役魔法少女として登場したことで有名な全身黒一色の衣装を纏った魔法少女。
悪役であることに誇りや喜び、優越感と同時に恨みや劣等感を持ち複雑な執着心を示す。自身の魔法を使いこなすために手指から先の関節が非常に柔軟であらゆる影絵を作って敵を襲う。
魔法：影絵を本物みたいに動かすことが出来るよ
影絵を実体化させる。自分の体で作った影だけではなく、道具を使った影も実体化できる。実体化した影絵は敵を自動で追尾して攻撃を行うため思考を持たず、読心能力等で攻撃を読むことが難しい。

物知りみっちゃん
学者モチーフで白衣を着た魔法少女。グラシアーネ、ダークキューティーと共にプフレのもとで暗殺を含む裏仕事を任されてきた生粋の暗殺者。3人の中では参謀役。
魔法：手にした物を別の物に変えられるよ
手に持ったものの名称を一文字変えることで別の物体に変化させる。例えば紅茶（こうちゃ）→昆布茶（こぶちゃ）や、朝刊（ちょうかん）→長剣（ちょうけん）など。無生物かつ手に持てる物であること以外に制約はない。

#### 三賢人オスク派
三賢人オスク派の魔法少女たち。プク派の儀式の妨害のため、プレミアム幸子の身柄を狙う。
CQ天使ハムエル
オスク派のネゴシエーター。背中の羽で飛行が可能。野心家で自信家だが、無理をせずリスクの少ない戦略をとる。自身の魔法で上空からシャッフリンIIの指揮を執る。
魔法：頭の中に直接話しかけるよ
魔法の無線通信機で相手の頭の中に直接メッセージを送る。会ったことがある相手であれば、お互いがどこにいてもメッセージを送ることが可能。またメッセージは相手が理解できる言語に自動翻訳されるので、言葉が通じない相手にも送信可能。

シャッフリンII
『JOKERS』に登場したシャッフリンの新型。ハムエルの指示で動く。
『QUEENS』では対プク・プックの共同戦線の為に他のオスク派に配備されていたシャッフリンII部隊が集合。ハムエルの指示のもと混成部隊で兵隊として参加する。
魔法：マークや数字によって能力が変わるよ
基本的に『JOKERS』の旧型シャッフリンとスート・数字による能力の違いやトランプの枚数分存在する点は変わっていないが、旧型シャッフリンより各能力が向上している。
旧型との違いはジョーカーがいない全52体であることで、このため死んでも復活させることができない。

レーテ
オスク派の現身候補として作られた魔法少女。正式に現身となったグリムハートが人造魔法少女の一件で"事故死"以降オスク派は現身を使うことが出来なくなったため、繰り上がりでオスク派最強の魔法少女としてハムエル達をまとめる存在となっている。
QUEENSではプク派が目論む「最初の魔法使いの遺産」の起動を阻止するためにカスパ派やプフレ達やマナと同盟関係を結び共同戦線に臨む。
魔法：相手の距離感をおかしくしちゃうよ
距離を自在に操る。遠くにある武器を転移させて射出する、近くにいる対象を別の場所に移動させる、自身のテリトリーに入った相手をその中から出られないようにするといったことが可能。

### 魔法少女育成計画breakdown
ミス・マーガリート
魔法：まっすぐなものを曲げちゃうよ
らぶみー恋々
魔法：魔法の弓で射止めた相手をメロメロにするよ
パステルメリー
魔法：パステルで描いた羊が動きだすよ
ネフィーリア
魔法：死んだ人の声が聞こえるよ
ドリーミィ☆チェルシー
魔法：ステッキで星をあやつれるよ
フランキスカ・フランチェスカ
魔法：両手に持った不思議な斧で戦うよ
クラリッサ・トゥースエッジ
魔法：噛んだものがどこにあるかが分かるよ
マイヤ
魔法：嘘吐きをやっつける魔法のステッキで戦うよ
られ子
魔法：壊れたものを元通りにするよ
ジョン・シェパーズパイ
一般的な魔法使い。楽しいことと美味しさを求める料理家の自称高等遊民。高名である魔法使いサタボーンの甥であり、
彼の遺言に従って、遺産の相続権利のある者に招待状を送った張本人。
客人達の相手としてパステルメリーとドリーミィ☆チェルシーを雇用。
ラギ・ヅェ・ネント
管理部門長の魔法使い。ピティ・フレデリカが盗人の方法で個人情報を集めていた事を受け防衛力を強化する。サタボーンとは生前直接的な関係は持たなかったが、彼の遺言により遺産の相続権利を得たのでクランテイルを同行させ無人島へ訪れる。
曲岡統太
10歳程の小学生の少年。
魔法使いの血を引いているものの、魔法を使えず公式に認められているとは言えない立場にいる。
公式に魔法使いとして認可された記録を作っておきたいと考えた大叔母の思惑から
彼女の元同僚であるマーガリートを護衛に付け、無人島へ訪れる。
アグリイェルレイムエイド・クォーキ
魔法使い。通称アグリと呼ばれるサタボーンの愛人の娘。
らぶみー恋々とネフィーリアの2人を雇い入れ、無人島へ訪れる。
ナヴィ・ル
魔法使い。全体的に四角く厳つい印象を持つ。
クラリッサと共に無人島へ訪れる。
イオール
魔法使い。統太と同年代であるが口調は大人びいている。
召使いであるマイヤ、られ子の2人と共に無人島へ訪れる。
サタボーン
魔法使いの研究における第一人者。
既に本編開始前に実験中の事故により命を落としている。
彼が残した遺産の相続会が行われることになり、
本シリーズ登場の魔法使い・魔法少女達が生前彼が所有していた
無人島へ訪れることに。

この他にも、
マナが友人である7753とテプセケメイを誘い、
無人島へ訪れる。

### 魔法少女育成計画「黒」
カルコロ / カルコロ・クルンフ
魔法：魔法のソロバンで計算したり戦ったりするよ
テティ・グットニーギル / 遠山 藤乃（とおやま ふじの）
ウェイトレス姿の魔法少女。
魔法：魔法のミトンでなんでもつかめるよ
ミス・リール
貴婦人像の魔法少女。
魔法：金属でできた身体の材質を変えられるよ
ラッピー・ティップ
魔法：魔法のラップでなんでも保存できるよ
ドリル・ドリィ
魔法：魔法のドリルでどこまでも掘り進めるよ
アーク・アーリィ
魔法：攻撃を受ければ受けるほど強くなるよ
メピス・フェレス / 佐山 楓子（さやま ふうこ）
悪魔のような姿をした魔法少女。
魔法：甘い言葉で堕落させちゃうよ
クミクミ / 立野 玖美子（たての くみこ）
魔法：物体を壊したり組み立てたりできるよ
カナ
セーラー服の魔法少女。
魔法：質問をすれば答えがわかるよ
クラシカル・リリアン
魔法：魔法の編み機で好きなものを編み上げるよ
雷将アーデルハイト
軍服の魔法少女。
魔法：吸収したエネルギーを再利用できるよ
奈落野院出ィ子（ならくのいんでぃこ）
フードを被った魔法少女。
魔法：一瞬だけどこにもいなくなるよ
プリンセス・ライトニング
魔法：雷の力で敵と戦うよ
サリー・レイヴン / 鳥原 サリー
魔法：カラスの使い魔を作り出せるよ
プシュケ・プレインス
魔法：魔法の水鉄砲で戦うよ
ランユウィ
金魚がモチーフの魔法少女。
魔法：扉と扉を繋げることができるよ

### 魔法少女育成計画F2P

#### 魔法の国陣営

##### 人事部門
アルマ / 下崎 久美（しもざき くみ）
蔦と目玉をモチーフが入ったコスチュームをまとった新人魔法少女。本作のストーリーテラー。大学生として日々を過ごしている傍ら、魔法の国の機関で働いており、相棒となったすぴのんと共に「死をキャンセルする魔法少女」の調査および確保する任務のためにF市に赴く。ステラ・ルル率いるレジスタンスに捕獲され、彼らのアジトである一軒家に居候することとなった。
魔法：相手の取扱説明書が出せるよ
舌で舐めた相手の説明書を出す。説明書には舐めた時点での相手の情報が記載されている。舐める面積が広いほどより詳しい説明書ができる。最も詳細な説明書を出すには相手の指先から肩までを舐める必要がある。
ジェリーマリー / 寒川 麻里
魚の帽子をかぶった魔法少女。ジューベからレジスタンスの情報収集の任務を受ける。
魔法：水中でも地上と同じように行動できるよ
魔法の名前の通り、水さえあればいかなる場所でも行動でき、隠れることもできる。
クリオ
本名‐不明
人事部門の副部門長を務める幼児体型の魔法少女。コスチュームにはクリオネをイメージしたフードがついている。以前F市近辺で行方不明になった人事部門の魔法少女の固有魔法アイテム『歴史上すべての魔法少女が掲載された名鑑」を取り戻すことを目的としており、ジューベにその所在の調査を求める。甘いスイーツが大好物。
魔法：不明（彼女の言動から結界を用いた魔法の可能性がある）
エイミー
7本のキツネのような尾に胸元が大きく開いた白い和装姿が特徴の魔法少女。今作で初登場だがJOKERSの時点で袋井魔梨華の友人で魔王塾出身であることが言及されており、フレデリカの指揮下に入ったことが示唆されている。クリオの命令でレジスタントの監視の隙をついてF市の結界内に侵入し、出会ったアルマにある取引を持ちかける。
魔法：自分の分身を作れるよ
本体とほぼ同じ能力を持ち、独立した行動・思考をする分身を8体まで同時に出現させることができる。ただし分身の数を増やすほど出現させておける時間が短くなる。分身はいつでも出現させられるが出現時に数秒間無防備の状態があるため、分身を奇襲攻撃に使うことは難しい。
もな子
背中に大きな赤い組みひもがついたツーピースに錫杖を携えたボーイッシュな魔法少女。こちらも今作で初登場だがJOKERSの時点で袋井魔梨華の友人で魔王塾出身であることが言及されており、フレデリカの指揮下に入ったことが示唆されている。クリオの命令でエイミーと共にF市に赴くも、結界内に入るとき彼女とじゃんけんで勝負を決め、負けたため恨み節を吐きつつ待機している。言葉使いが荒い。
魔法：魔法の錫杖で二人だけの空間を作るよ

##### 研究部門
すぴのん
赤いクマ耳パーカー姿の魔法少女。アルマの相棒で「死をキャンセルする魔法少女」の存在の調査、確保するためにF市に赴く。面倒見がよくフレンドリーで、初めての任務で緊張していたアルマを励ましていた。第1話でF市の結界内で遭遇したステラ・ルルに襲撃され、殺害される。
魔法：変幻自在の魔法のヨーヨーを使うよ
固有アイテムである魔法のヨーヨーの大きさ・紐の長さを自由に変化させたり、分割して両手で操ることが可能。攻撃手段以外にも引っ掛けたり上に乗ったりして移動手段としても使用できる。すぴのんの死後も消滅せずに残り、ステラ・ルルの手に渡る。

ジューベ
ヨーロッパの軍服をガーリーにアレンジされたワンピースを纏った魔法少女。研究部門の副部門長にあたる。可憐な見た目とは裏腹にさばさばとした性格。任務で出動するとき以外は魔法の都合上、専用の部屋で紙とペンを走らせている。人事・外交部門の介入を嫌う。
魔法：真実を示す魔法のペンを使うよ
固有アイテムである魔法のペンで文章を書くと、24時間後にその内容が「真」であれば青字、「偽」であれば赤字に変化する。真偽どちらとも言えない場合は変化しない。一度文章を書くと24時間後に真偽の判定が出るまで新しい文章を書くことができない。

パペタ
ファン・リート・ファン、ジューべと一緒にF市に向かった研究部門の魔法少女。常に陽気にしゃべっているがどこか怪しい雰囲気をもつ。
魔法：魔法で作った好きな人の人形とお話できるよ
固有アイテムである魔法のパペットは通常時、白いのっぺらぼうだが、パペットの口で噛んだ相手の人形に変化する。この人形は自我を持ち会話が可能で、パペットに噛まれた時点での対象の知識がそのままコピーされる。
パペットに噛まれた対象が死亡すると魔法が解除され、白いのっぺらぼうのパペットに戻る。

##### 監査部門
ファン・リート・ファン
中国のカンフー服をアレンジしたドレスを纏う魔法少女。常に無表情で堅物だが、魔法少女の戦闘となると冷静にその人を分析できる能力がある。また戦闘能力が高く自身の魔法を使わずとも魔法少女を圧倒できる。
魔法：魔法の鉄扇を使うよ
武器としての性能に特化した固有アイテム「魔法の鉄扇」を持つ。閉じれば打撃武器、開けば斬撃武器や防御手段、ブーメランのように投げる投擲武器になる。

#### レジスタンス
F市に結界を張り籠城する魔法少女たち。
F市の結界は外から魔法少女や魔法使いがひとりずつしか侵入できない仕掛けになっており、これにより侵入した魔法少女を各個撃破している。
ステラ・ルル / 小山内 馨（おさない かおる）
天使の羽が生えたスカジャンを羽織った魔法少女。常に持っているハートのステッキで必殺技「ルル・アタック」を放つ。無邪気で可愛らしい容姿だが、他者を排除するには手段を選ばないため、レジスタンスのルールである生け捕りを何度も破っている。変身前は魔法少女としては珍しく性別が男性だが、制服以外常に女性の服装で違和感なく過ごしているためアルマも当初判別できなかった。
魔法：どんな道具でもすぐに使いこなせるよ
魔法のアイテムを本人と同等若しくはそれ以上に巧みに使うことができる。この魔法を最大限使うためにレジスタンスは結界に侵入した魔法少女の魔法のアイテムを大量に集めている。
作中では『全ての魔法少女が記載された名鑑』『変身マント』『リボン・オブ・スタッフド・ドール』、すぴのんのヨーヨー、名称不明だがダメージを吸収するスカジャン等を使用している。

セラセラ / 森 水琴（もり みこと）
チャックのモチーフとした服装をする魔法少女。現実では内気な少女で馨と同じ学校に通っている。
魔法：人の死をなかったことにするよ
死んだ人物の名前を書いてコスチュームについているファスナーの中の穴に入れると、その人物が歴史上から消え、最初から存在しなかったことになる。
セラセラはこの魔法で小山内姉弟の死んだ両親を「消して」いるが、両親が建てた一軒家や小山内姉弟自身は残っているため、記憶・記録からの抹消のみが行われているようである。
魔法を行使して死んだ人間を消すとセラセラ自身の記憶からも失われてしまう。

メルティペイン / 佐々木 芽留兎（ささき めると）
露出度の高い格闘少女の姿をした魔法少女。狡猾でやや好戦的な性格だがレジスタンスのルールにはルーズな一面がある。
魔法：時間の進み方を変える魔法の手袋を使うよ
左手に触れたものを加速させる上矢印の模様のついた手袋、右手に触れたものを減速させる下矢印の模様のついた手袋を装着している。味方の魔法少女自身や味方が放った攻撃を左手で触れることで加速させたり、右手を相手に触れさせることで行動を制限することができる。

ララルーナ / 小山内 晶（おさない あきら）
ステラ・ルルこと馨の姉。馨とは対照的にさばさばして男っぽい性格だが、優しい一面がある。弟の馨と共に魔法の国への復讐を考えており、利害が一致したウェン達とF市に結界を張った。F市内でこれから誕生することが決まっている魔法少女が自分たちの切り札となると考えている。
F2P第16話で常時変身している魔法少女であることが判明する。黒いタイトなスーツに尻尾が生えたコスチュームを、戦闘時以外は普段着で隠している。格闘戦主体の戦闘スタイルで、相対したエイミーには「他のレジスタンスの魔法少女3人より遥かに戦闘慣れしている」とされる。
魔法：不明

ウェン
F市の結界を構築した魔法使い。魔法の国出身で、魔術に優れているヘイズワード一族でその輝かしい実績から13歳で魔法の国のアカデミーの教授となった天才。魔法の国では国の腐敗を指摘し糾弾していたが、かえって魔法の国からも身内の一族からも命を狙われている。今は人間界で馨と晶の家に居候し、レジスタンスの活動を手伝っている。
ミース
レジスタンスの活動に協力しているマスコットキャラクター。かつてパートナーを組んでいた魔法少女ジェルミナールを魔法の国から奪還するために、F市の結界内で新たな魔法少女の探索を行っている。

#### レジスタンスの関係者
エルジーナ
ウェンの姉。容姿端麗で頭もよく、ウェンの魔法の家庭教師をしていた。またヘイズワード一族の中で魔法の才能に長けており親戚から疎まれていたウェンを庇ったりするなど弟思いの優しい一面もあった。ところがエルジーナに結婚の申し出が届いた。その結婚は成立するとヘイズワード一族の地位が安泰する政略結婚だった。彼女は有無言わず嫁ぐことを決めたが、ほどなくして謎の死を遂げた。姉の死に疑問を思ったウェンは情報を虱潰しに調べ、とある真実を知った。エルジーナの嫁いだ先は「人工的に魔法少女を生成する研究」を行っており、少女を集めていた。エルジーナも例にもれず人造魔法少女として様々な成果を上げるが、魔法が暴走して命を落としてしまった。そのことを魔法の国は隠蔽したため、ウェンは国を強く憎みレジスタンスを結成した。

### 魔法少女育成計画episodes
ピクシーキトゥン / 晶子
森の音楽家クラムベリーによる選抜試験に参戦した@娘々の友人であり魔法少女の候補生である。試験中に戦死した。
フェアリーハピー / 美千代
森の音楽家クラムベリーによる選抜試験に参戦した@娘々の友人でもあり魔法少女の候補生。クラムベリーとの戦いの末に戦死した。両名ともオフィシャルファンブックの短編に登場している。
不破綾子
アカネ（不破茜）の母。クラムベリーによって魔法少女の能力を与えられた。しかし、その能力を地元で開催されている花競争に使ってしまう。おまけに、その大人げない性格を葵と共にアカネから狂気というあだ名を貰った。
不破葵
アカネの姉。同じく魔法少女にされてしまった。大人と大差ない年齢のため、母と共に狂気と扱われる。
不破浅葱
アカネの姉。魔法少女にされたあと、己の魔法を人気のない山で遺憾なく発揮するようになった。
不破藍
アカネの妹。魔法少女の候補に選ばれてしまった。

### 魔法少女育成計画episodesφ
黒一色のコスチュームを身に纏った魔法少女
本名不詳で、レイン・ポゥを相手に一戦を交えた。

### 一般市民
スミレ
無印に登場する姫河小雪（スノーホワイト）の友人の1人。短編集にも登場する。
吉乃浦芳子
無印に登場する姫河小雪（スノーホワイト）の友人。同じく短編集に登場する。

### 魔法少女育成計画episodesΔ
A級焼女
　魔法：球体から光線を発射するよ
ライカニス
　獣の耳を持つ魔法少女。
　ヘッドショッ子
魔法：相手を石に変えられる銃で戦うよ
　メルン
　ムレーナ
　華刃御前
　ダンダリン
パミー
ゴキブリの魔法少女（本名不詳）

## 用語
魔法少女
この作品世界の魔法の国から力を授かり、世のため人のため、そしてほんの少しだけ自分のためその力を使うように命じられた、いわゆる「魔法使い」の亜種である。
魔法の才能を持った生物が魔法の国の技術で力を増幅されることにより『魔法少女』になる。老若男女生物の種類を問わず変身後は『美しい人間の少女』の姿になり、生物の限界を超える身体能力と一人一つの特殊な能力『魔法』を手に入れる。
通常の毒物を受け付けず、寝食を必要とせず、精神的にも強化される。一度魔法少女になれば資格と記憶を剥奪されない限り任意で変身と解除を行うことが出来る。
通常は魔法の国から派遣された試験官による選抜試験で正式な魔法少女になる。魔法の国はこれらの人助けについては無償奉仕を推奨しているが、一部の有用な魔法を持つ魔法少女については魔法の国から給料が貰える職業魔法少女として生計を立てている。
選抜試験
魔法少女になるための試験。選抜試験は試験官となる魔法少女によって細部が異なるが、多くの場合は魔法少女候補達に一時的に魔法少女の資格を与え、その魔法や人格や能力、実際に人助けをしてもらう等で資質を見極められる。合格したもの（多くの場合1つの街・地域につき1名）が正式に魔法少女として認められ、不合格だったものは魔法少女の記憶と資格を消されて元の生活に戻される。
というのが一般的な魔法少女の選抜試験であるが、森の音楽家クラムベリーやその影響を受けた一部の試験官は魔法少女候補生同士による殺し合いを前提とした試験を行っていた。合格者の記憶の書き換え、試験中の死者を事故死として処理などの隠蔽工作で長らくそれらの試験は露見していなかったが、N市の試験で首謀者であるクラムベリーとファヴの死亡によって真相が魔法の国に露見。記憶を消されているとはいえ殺し合いの試験での合格者をどう扱うかについて魔法の国は無罪とし、それに反抗したキークが『restart』で事件を起こした。
魔法のアイテム
広義には魔法少女や魔法使いが扱う道具を指す。これらの魔法のアイテムは魔法少女の使用に耐えうる耐久力を持っているため、対魔法少女の戦闘でダメージを与える武器になることもある。
魔法少女や魔法使いの魔法などによって生み出されたもの、魔法の国で作られたもの、の大きく2つに大別される。
前者は魔法少女の変身後の姿に武器や道具などがついていることがあり、これも魔法のアイテムもしくは単に固有アイテムと呼ばれる。
固有アイテムはその魔法少女の魔法に関わるものである場合や、全く関係なく付属している場合もある。
固有アイテムは、持ち主である魔法少女がそれを手放している時に変身を解除するか死亡した場合、その場に残り続ける。これを他の魔法少女が手に入れた場合、その固有アイテムに関連した魔法を他の魔法少女が使用できることがあるが、元の持ち主ほど上手に使うことは出来ない。
『無印』では試験の途中で魔法の国で作られた方の魔法のアイテム5種類が寿命と引き替えに販売された。
四次元袋
ひとりで持てる物ならいくつでも入れられる魔法の袋。手のひらサイズのかわいい巾着型で、持ち運びやすく、入れたものの総重量が影響しない。
『無印』では、購入するための対価は寿命10年分。

透明外套
羽織ったら誰からも見えなくなり、匂いも消える。攻撃や逃走、密偵などあらゆる場面で使える強力なアイテムと言える。ただし、動くときの物音や心の声は消すことができない。
『無印』では、購入するための対価は寿命25年分。

武器
魔法少女の力で振るっても簡単には壊れない特殊な武器。
『無印』では、出刃包丁のような刃が付いた薙刀タイプの武器が登場。購入するための対価は寿命5年分。

元気が出る薬
ガラス瓶にドロップ型の薬10錠が入った魔法のアイテム。1錠飲むだけで、テンションがマックスになる。ただ、怪我までは治らない。他の魔法少女と分け合って使用できる。
『無印』では、購入するための対価は寿命3年分。
兎の足
モフモフした毛皮のマスコットの形をしたアイテム。ピンチになったらラッキーなことが起こる。それでピンチから救われるかどうかは使用者次第なので、過度の期待をしてはいけない。
『無印』では、購入するための対価は寿命6年分。

魔法少女育成計画
クラムベリーとファヴがN市での試験のために制作したソーシャルゲーム。完全無課金のロールプレイングゲームとしてゲームユーザーが多く、数万人に一人の割合で本物の魔法少女になることができるという噂が流れている。
N市の試験で魔法少女候補を集めるために用意されたため、N市以外の人間が遊ばないように魔法が施されている描写がある。
マジカルフォン
原作小説では「魔法の端末」としか呼ばれていないがアニメでマジカルフォンという名称が付いた。魔法の国の技術で制作した携帯端末。魔法少女に必ず与えられるアイテムで魔法少女間の連絡などに用いられる。
選抜試験の試験官や監査部門等の特殊な役職の魔法少女に与えられる「管理者用端末」が存在する。通常の端末は魔法少女なら容易に破壊できるが、管理者用端末は簡単に破壊できないよう強固に作られている。
マスコットキャラクター
魔法使いのサポートをする使い魔のうち、魔法少女のサポート役として配置されたもの。特別な役割の魔法少女にしか与えられないのでマスコットキャラクターを持つことは一種のステータスとなっている。動物タイプ、妖精タイプ、電脳妖精タイプが主だが竜や猛獣など戦闘サポートに特化したマスコットキャラクターもいる。
妖精タイプは倫理に反するが食べることが可能で、食べると即死級のダメージを受けても行動が維持できる程ステータスを上昇できる。電脳妖精タイプは書類作成などの事務仕事が得意で魔法の国に所属している魔法少女に多く普及している。ファヴも電脳妖精タイプのマスコット。
事務仕事での優位性から電脳妖精マスコットが広く普及していたが、N市の事件の後で電脳妖精マスコットの使用を見直す動きが出ている。
魔法の国
異世界にある（らしい）不思議な国。魔法使い達が暮らしている。国の方針として「新しい血」を求め様々な世界に仲介人の魔法使いを送り、協力者を増やしている。魔法技術が発達している他、遥かに進んだ科学力を有する。
世界にいくつも拠点があり、地区ごとに社会的にも経済的にも影響力がある他、幼少の頃から魔法少女に憧れを抱いてもらえるようにと魔法少女モノのTVアニメを制作・放送もしている。
『最初の魔法使い』の直弟子である三賢人の合議制により意思決定が行われている。
魔法使い
魔法の国の住人。身体能力は一般的な地球人とほとんど変わらないが、儀式や呪文で超常的な力『魔法』を行使できる。魔法使いの魔法は、魔法少女のそれと比べて手間やコストがかかるが汎用性が非常に高く一人で回復や身体強化など様々な魔法を使える。一般的に選民意識が高く、他世界の住人や魔法少女を下に見ている傾向が強い。
魔法少女部門
魔法の国内部にある魔法少女達を管理する機関。魔法少女と魔法使い両方が多く在籍する非常に大きな組織だがエリート魔法使いからは格の低い部署扱いされている。人事、外交、監査、管理、広報、研究など複数の部門によって構成されている。
クラムベリーの子供達
森の音楽家クラムベリーによって行われた殺し合いの選抜試験を生き延び、魔法少女となった者達の忌名。彼女らはその過酷な経験故に武勇知略に掛けて他の追随を許さない優等生として名を馳せていた。それもあって事件の発覚後、それまで犯した罪に関しては特別措置として全て不問とされている。大半がクラムベリーのゲーム内あるいは彼女自身の手によって家族や友人、恋人を失っており隠蔽のための記憶処理を受けてなお精神的苦痛として残り続けた者もいる。また、合格者の中にはクラムベリーに同調し、記憶処理を施されず彼女の同志として暗躍する魔法少女も現れた。前述のキークが懸念していた通り、これら何らかの形で影響を人一倍受けた魔法少女が新たな問題を起こす事例が報告されている。
後に事件を起こした「子供達」は最後の試験にして最激戦区と記録される「N市事件」の生還者スノーホワイトの手によって次々と粛清され、「魔法少女狩り」の異名は確固たる物となる。彼女を含めて記憶の処理を受けていないか何らかの術で回復した「子供達」は善悪の基準はあれど自他共に「ワガママで自分勝手」と認め、冷たい風に当てられながらそれさえも是として思い々に生きている。
魔王塾
魔王パムが塾長を務める格闘育成塾。元々は魔王パムの強さとカリスマ性に憧れる魔法少女たちが弟子入りを志願、最初はサークル程度の集まりだったのが徐々に拡大し、元々面倒見の良い性格だったため塾として設立した。魔王パムの容赦がないけど真摯な教えの下で門下生たちの戦闘力も向上し、卒業後も外交部をはじめとする各部門への配属が約束され、様々な活躍をすることから「魔王塾卒業生」の肩書を求めて門を叩く者もいる。門下生は魔法少女の可憐な姿に反して大抵武闘派揃い。
魔法刑務所
悪事を働いた魔法少女を捕縛した後に収監する魔法少女専用の刑務所。魔法の国では27年前に死刑制度が廃止され、過去に記憶を消去し放逐された魔法少女が関係者の手により記憶を取り戻した例もあることから、更生が望めない魔法少女は「封印刑」として厳重に封印されることとなる。
魔法少女は生まれた世界の刑務所で罰せられるべきだと世界各地に魔法刑務所は存在し、フレデリカ・プキン・ソニアが収監されたのはイギリスにある「第七宿舎」。

## 制作背景
本作は遠藤浅蜊のデビュー作である『美少女を嫌いなこれだけの理由』の刊行後に考えられた企画のうちの一つで、当初は魔法少女の学校が舞台で、実は生徒が食料にされるというディストピア系の内容だったが、担当編集との打ち合わせで何を書きたいかという問いに対して遠藤が「魔法少女がグチャグチャになるのが書きたい」旨を伝え、そこから本作の内容が定まっていった。
イラストレーターについては、当初はもっと異なったテイストのイラストレーターを想定していたが、スケジュールの都合で思うように決まらなかったところ、担当編集がネット上で偶然見かけたマルイノの絵に目をとめ、方向性は違うがこれはハマるのではないかと判断し、マルイノが担当するに至った。当初は一部のキャラクターのみデザインする予定だったが、打ち合わせで導入や展開について話すうちに盛り上がり、16人全員描くことになった。
遠藤は物語の見えない部分にある「お約束」を好まないため、それらを取っ払って、少女であっても酷い目に遭う、人物視点であっても生きるか死ぬかわからないといった、読者が驚くような、禁じ手のない感じの作品にするよう心がけている。また遠藤は、少女の戦いは好きだが、最初から酷い目に遭わせることを目的とする作品は好きではなく、あくまで結果として酷い目に遭う作品が好きだと述べている。
ストーリー展開の都合や魔法の能力でキャラクターを作るケースもあれば、魔法少女ありきで展開を考えるケースもある。遠藤は、キャラクターを作成するにあたってのこだわりは特になく、色々なバリエーションやモチーフ、魔法など、逆にこだわらず幅を広くすることを意識していると述べている。キャラクターをデザインするにあたって、遠藤はシンプルな指定のみでほぼマルイノに任せており、マルイノは誰が表紙になってもいいデザインにすることや、立体になった時に映えるように、動いたときに絶対に可愛くないとダメだということを心がけている。メインとなる魔法少女の人数は、どんどん半分になっていく感じがサスペンスとしていいと考え、32人は多いため16人となった。
口絵のイラストは、1作目は作中の設定に合わせてゲームのアバターを意識した3頭身のキャラクターを描くことになり、『restart』以降はアバターではないため棒立ちではなくポーズを取ることになった。

## 既刊一覧

### 小説

#### このライトノベルがすごい!文庫（宝島社）
| タイトル | タイトル                           | 第1刷発行日    | 発売日         | ISBN              |
| -------- | ---------------------------------- | -------------- | -------------- | ----------------- |
| 1        | 魔法少女育成計画                   | 2012年6月22日  | 2012年6月8日   | 978-4-7966-8039-4 |
| 2        | 魔法少女育成計画 restart（前）     | 2012年11月23日 | 2012年11月9日  | 978-4-8002-0182-9 |
| 3        | 魔法少女育成計画 restart（後）     | 2012年12月24日 | 2012年12月10日 | 978-4-8002-0525-4 |
| 4        | 魔法少女育成計画 episodes          | 2013年4月24日  | 2013年4月10日  | 978-4-8002-0934-4 |
| 5        | 魔法少女育成計画 limited（前）     | 2013年11月23日 | 2013年11月9日  | 978-4-8002-1849-0 |
| 6        | 魔法少女育成計画 limited（後）     | 2013年11月23日 | 2013年12月9日  | 978-4-8002-1852-0 |
| 7        | 魔法少女育成計画 JOKERS            | 2014年8月23日  | 2014年8月9日   | 978-4-8002-3070-6 |
| 8        | 魔法少女育成計画 ACES              | 2015年9月24日  | 2015年9月10日  | 978-4-8002-4586-1 |
| 9        | 魔法少女育成計画 episodesφ         | 2016年4月23日  | 2016年4月9日   | 978-4-8002-5443-6 |
| 10       | 魔法少女育成計画 16人の日常        | 2016年10月29日 | 2016年10月15日 | 978-4-8002-6369-8 |
| 11       | 魔法少女育成計画 QUEENS            | 2016年12月24日 | 2016年12月10日 | 978-4-8002-6217-2 |
| 12       | 魔法少女育成計画 episodesΔ         | 2019年6月24日  | 2019年6月10日  | 978-4-8002-9571-2 |
| 13       | 魔法少女育成計画「黒（ブラック）」 | 2019年10月24日 | 2019年10月10日 | 978-4-8002-9656-6 |
| 14       | 魔法少女育成計画 breakdown（前）   | 2021年3月25日  | 2021年3月11日  | 978-4-2990-1441-2 |
| 15       | 魔法少女育成計画 breakdown（後）   | 2021年5月24日  | 2021年5月10日  | 978-4-2990-1458-0 |
| 16       | 魔法少女育成計画「白（ホワイト）」 | 2022年2月24日  | 2022年2月10日  | 978-4-2990-2640-8 |
| 17       | 魔法少女育成計画 episodesΣ         | 2022年4月22日  | 2022年4月8日   | 978-4-2990-2861-7 |
| 18       | 魔法少女育成計画「赤」             | 2023年12月11日 | 2023年11月27日 | 978-4-2990-2642-2 |

#### 四六判単行本（宝島社）
| タイトル | タイトル                    | 発売日        | ISBN              |
| -------- | --------------------------- | ------------- | ----------------- |
| 1        | 特別編集版 魔法少女育成計画 | 2014年5月30日 | 978-4-8002-2766-9 |

#### 中編・短編・Web連載
| タイトル | タイトル                                                                 | 初出                                                                                    | 初出                                        | 収録書                                                         |
| -------- | ------------------------------------------------------------------------ | --------------------------------------------------------------------------------------- | ------------------------------------------- | -------------------------------------------------------------- |
| 1        | ねむりんの冒険                                                           | このライトノベルがすごい！文庫 スペシャルブログ                                         | 2012年6月22日                               | 『episodes』                                                   |
| 2        | ロボットと修道女                                                         | このライトノベルがすごい！文庫 スペシャルブログ                                         | 2012年6月29日                               | 『episodes』                                                   |
| 3        | 天使をプロデュース                                                       | このライトノベルがすごい！文庫 スペシャルブログ                                         | 2012年7月6日                                | 『episodes』                                                   |
| 4        | ゾンビウェスタン                                                         | このライトノベルがすごい！文庫 スペシャルブログ                                         | 2012年12月6日                               | 『episodes』                                                   |
| 5        | マジカルデイジー第二十二話                                               | このライトノベルがすごい！文庫 スペシャルブログ                                         | 2012年12月19日                              | 『episodes』                                                   |
| 6        | チェルナー・クリスマス                                                   | このライトノベルがすごい！文庫 スペシャルブログ                                         | 2012年12月25日                              | 『episodes』                                                   |
| 7        | ワンダードリーム                                                         | このライトノベルがすごい！文庫 スペシャルブログ                                         | 2013年1月16日                               | 『episodes』                                                   |
| 8        | 娘々＠N市                                                                | このライトノベルがすごい！文庫 スペシャルブログ                                         | 2013年1月23日                               | 『episodes』                                                   |
| 9        | トップスピードと遊ぼう                                                   | （文庫書き下ろし）                                                                      | 2013年4月10日                               | 『episodes』                                                   |
| 10       | アカネと愉快な魔法少女家族                                               | （文庫書き下ろし）                                                                      | 2013年4月10日                               | 『episodes』                                                   |
| 11       | オフの日の騎士                                                           | （文庫書き下ろし）                                                                      | 2013年4月10日                               | 『episodes』                                                   |
| 12       | 牛肉消失事件 〜メイドさんは見た〜                                        | （文庫書き下ろし）                                                                      | 2013年4月10日                               | 『episodes』                                                   |
| 13       | マジカルイリーガルガール                                                 | （文庫書き下ろし）                                                                      | 2013年4月10日                               | 『episodes』                                                   |
| 14       | 青い魔法少女の記憶                                                       | （文庫書き下ろし）                                                                      | 2013年4月10日                               | 『episodes』                                                   |
| 15       | クランクテイルさんの友達                                                 | （文庫書き下ろし）                                                                      | 2013年4月10日                               | 『episodes』                                                   |
| 16       | スノーホワイト育成計画                                                   | このラノ文庫編集部ブログ                                                                | 2013年5月23日                               | 『特別編集版』、『episodesΣ』                                  |
| 17       | ゴーグルと亀                                                             | このライトノベルがすごい！文庫 スペシャルブログ                                         | 2013年12月17日                              | 『episodesφ』                                                  |
| 18       | とっととミュージック                                                     | このライトノベルがすごい！文庫 スペシャルブログ                                         | 2013年12月27日                              | 『episodesφ』                                                  |
| 19       | 魔王を討伐したいから                                                     | このライトノベルがすごい！文庫 スペシャルブログ                                         | 2014年1月16日                               | 『episodesφ』                                                  |
| 20       | レインボーフレンドシップ                                                 | このライトノベルがすごい！文庫 スペシャルブログ                                         | 2014年1月24日                               | 『episodesφ』                                                  |
| 21       | 女騎士の孤独な戦い                                                       | （単行本書き下ろし）                                                                    | 2014年5月30日                               | 『特別編集版』、『16人の日常』                                 |
| 22       | 魔女と弁当と愛情表現                                                     | 『特別編集版』数量限定特製ブックレット（ゲーマーズで配布）                              | 2014年5月30日                               | 『episodesΔ』                                                  |
| 23       | 魔法少女育成計画ができるまで                                             | 『魔法少女育成計画FANBOOK』                                                             | 2015年2月11日                               | 『episodesΔ』                                                  |
| 24       | トリック・オア・マジカルガール                                           | 『魔法少女育成計画FANBOOK』                                                             | 2015年2月11日                               | 『episodesΔ』                                                  |
| 25       | 魔法少女育成計画 in Dreamland 二大怪獣 夢の国大決戦                      | ドラマCD「魔法少女育成計画 in Dreamland」                                               | 2015年2月11日                               | （未収録）                                                     |
| 26       | 魔法少女育成計画 in Dreamland 君と私の間に壁                             | 「魔法少女育成計画 ドラマCD&FANBOOK」 同時購入特典（とらのあなで配布）                  | 2015年2月11日                               | （未収録）                                                     |
| 27       | 三角形の彼方                                                             | このマンガがすごい！WEB                                                                 | 2015年6月12日                               | 『episodesφ』                                                  |
| 28       | Primula farinosa                                                         | このマンガがすごい！WEB                                                                 | 2015年7月17日                               | 『episodesφ』                                                  |
| 29       | 魔王塾主催地獄サバイバル                                                 | グッズセット                                                                            | 2015年8月14日                               | 『episodesΔ』                                                  |
| 30       | マジカルショッピング                                                     | グッズセット先着購入特典（とらのあなで配布）                                            | 2015年8月14日                               | 『episodesΔ』                                                  |
| 31       | パトリシア撃退作戦                                                       | 『魔法少女育成計画ACES』購入特典（とらのあなで配布）                                    | 2015年9月10日                               | 『episodesΔ』                                                  |
| 32       | アニメ化の条件（アニメ化決定記念特別短編）                               | このマンガがすごい！WEB                                                                 | 2015年10月16日                              | 『16人の日常』                                                 |
| 33       | 三姉妹育成計画restart                                                    | このマンガがすごい！WEB                                                                 | 2015年12月26日                              | 『episodesφ』                                                  |
| 34       | 正月と亀                                                                 | 魔法少女育成計画スクールカレンダー2016（小説本「魔法少女育成計画 circle of life」付き） | 2015年12月29日                              | 『episodesΔ』                                                  |
| 35       | 魔法少女のいないお花見                                                   | 魔法少女育成計画スクールカレンダー2016（小説本「魔法少女育成計画 circle of life」付き） | 2015年12月29日                              | 『episodesΔ』                                                  |
| 36       | ビーチのお姫様                                                           | 魔法少女育成計画スクールカレンダー2016（小説本「魔法少女育成計画 circle of life」付き） | 2015年12月29日                              | 『episodesΔ』                                                  |
| 37       | ペチカ、秋の味覚を想う                                                   | 魔法少女育成計画スクールカレンダー2016（小説本「魔法少女育成計画 circle of life」付き） | 2015年12月29日                              | 『episodesΔ』                                                  |
| 38       | 我らのリアルは充実しているか？                                           | （文庫書き下ろし）                                                                      | 2016年4月9日                                | 『episodesφ』                                                  |
| 39       | 監査部門の妖精                                                           | （文庫書き下ろし）                                                                      | 2016年4月9日                                | 『episodesφ』                                                  |
| 40       | プキン将軍の事件簿 魔法使いの殺人                                        | （文庫書き下ろし）                                                                      | 2016年4月9日                                | 『episodesφ』                                                  |
| 41       | 青い魔法少女は忙しい                                                     | （文庫書き下ろし）                                                                      | 2016年4月9日                                | 『episodesφ』                                                  |
| 42       | シャッフリンがおどってみた                                               | このマンガがすごい！WEB                                                                 | 2016年4月30日                               | 『episodesΣ』                                                  |
| 43       | ラーメン双龍伝                                                           | 『魔法少女育成計画 オフィシャルファンブック』                                           | 2016年9月17日                               | （未収録）                                                     |
| 44       | トップスピード・オブ・トップスピード                                     | （文庫書き下ろし）                                                                      | 2016年10月15日                              | 『16人の日常』                                                 |
| 45       | 魔法少女のお約束                                                         | （文庫書き下ろし）                                                                      | 2016年10月15日                              | 『16人の日常』                                                 |
| 46       | 極道天使稼業                                                             | （文庫書き下ろし）                                                                      | 2016年10月15日                              | 『16人の日常』                                                 |
| 47       | 偉大なるリーダーの苦悩                                                   | （文庫書き下ろし）                                                                      | 2016年10月15日                              | 『16人の日常』                                                 |
| 48       | サークルの王子様                                                         | （文庫書き下ろし）                                                                      | 2016年10月15日                              | 『16人の日常』                                                 |
| 49       | GUNS OR ROSES?                                                           | （文庫書き下ろし）                                                                      | 2016年10月15日                              | 『16人の日常』                                                 |
| 50       | アリス・イン・ハードゴアドリーム                                         | （文庫書き下ろし）                                                                      | 2016年10月15日                              | 『16人の日常』                                                 |
| 51       | たまにはこんなことも                                                     | （文庫書き下ろし）                                                                      | 2016年10月15日                              | 『16人の日常』                                                 |
| 52       | インタビュー・ウィズ・スイムスイム                                       | （文庫書き下ろし）                                                                      | 2016年10月15日                              | 『16人の日常』                                                 |
| 53       | マジカル☆肝試し                                                          | TVアニメ Blu-ray/DVD 第1巻 ブックレット                                                 | 2016年12月21日                              | 『episodesΣ』                                                  |
| 54       | 魔法少女 vs. 鮫                                                          | TVアニメ Blu-ray/DVD 第2巻 ブックレット                                                 | 2017年1月25日                               | 『episodesΣ』                                                  |
| 55       | 黒い少女と女騎士                                                         | TVアニメ Blu-ray/DVD 第3巻 ブックレット                                                 | 2017年2月22日                               | 『episodesΣ』                                                  |
| 56       | 魔法少女育成計画breakdown                                                | このマンガがすごい！WEB                                                                 | 第1話 2017年3月21日 〜 第26話 2020年7月26日 | 第1〜10話: 『breakdown（前）』 第11〜26話: 『breakdown（後）』 |
| 57       | 祭りの日                                                                 | TVアニメ Blu-ray/DVD 第4巻 ブックレット                                                 | 2017年3月22日                               | 『episodesΣ』                                                  |
| 58       | 聖夜の魔法少女ども（クリスマス特別短編）                                 | このマンガがすごい！WEB                                                                 | 2017年12月25日                              | 『episodesΔ』                                                  |
| 59       | 魔法少女育成計画breakdown最終回（エイプリルフール）                      | このマンガがすごい！WEB                                                                 | 2018年4月1日                                | （未収録）                                                     |
| 60       | マリーとメリー（夏休み特別短編）                                         | このマンガがすごい！WEB                                                                 | 2018年7月31日                               | （未収録）                                                     |
| 61       | 幼き姫ののぞみ（ギリ夏休み特別短編）                                     | このマンガがすごい！WEB                                                                 | 2018年8月31日                               | 『episodesΣ』                                                  |
| 62       | 魔王塾主催 地獄クリスマスパーティー（年末特別短編）                      | このマンガがすごい！WEB                                                                 | 2018年12月27日                              | 『episodesΣ』                                                  |
| 63       | 魔法少女暗殺計画                                                         | （文庫書き下ろし）                                                                      | 2019年6月10日                               | 『episodesΔ』                                                  |
| 64       | マジカルボーイズエレジー                                                 | （文庫書き下ろし）                                                                      | 2019年6月10日                               | 『episodesΔ』                                                  |
| 65       | 魔王の在り方（電子書籍化記念特別短編）                                   | このマンガがすごい！WEB                                                                 | 2019年8月19日                               | 『episodesΣ』                                                  |
| 66       | 夜に翔ぶ少女達（「黒」発売記念？特別短編）                               | このマンガがすごい！WEB                                                                 | 2020年1月24日                               | （未収録）                                                     |
| 67       | 2年F組弁当合戦（祝シリーズ8周年！『魔法少女育成計画「黒」』特別短編）    | このマンガがすごい！WEB                                                                 | 2020年6月8日                                | 『episodesΣ』                                                  |
| 68       | 新人魔法少女地獄巡り（遠藤浅蜊Twitter本人アカウント開設記念特別短編）    | このマンガがすごい！WEB                                                                 | 2020年10月31日                              | （未収録）                                                     |
| 69       | 学び舎の観察者（『魔法少女育成計画』発売9周年記念書き下ろし短編）        | 作者Twitter                                                                             | 2021年6月8日                                | 『episodesΣ』                                                  |
| 70       | 魔法少女格闘計画                                                         | 作者Twitter                                                                             | 2022年4月1日                                | （未収録）                                                     |
| 71       | クイーンズ・プレフロップ                                                 | （文庫書き下ろし）                                                                      | 2022年4月8日                                | 『episodesΣ』                                                  |
| 72       | 女王と探偵のティータイム（10周年記念短編）                               | 作者Twitter                                                                             | 2022年6月8日                                | （未収録）                                                     |
| 73       | 森の音楽家クラムベリー外伝 魔法少女育成計画unripe duet                   | 朗読劇の原作として、公演会場で物販                                                      | 2023年1月27日                               | （未収録）                                                     |
| 74       | 女騎士の復帰配信                                                         | 作者Twitter                                                                             | 2023年4月1日                                | （未収録）                                                     |
| 75       | 青い魔法少女の自己主張                                                   | 朗読劇第2弾の原作として、公演会場で物販                                                 | 2023年10月14日                              | （未収録）                                                     |
| 76       | 二年F組のクリスマス                                                      | 作者X(旧Twitter)                                                                        | 2023年12月24日                              | （未収録）                                                     |
| 77       | 魔法少女育成計画double shadow                                            | 朗読劇第3弾の原作として、公演会場で物販                                                 | 2024年3月16日                               | （未収録）                                                     |
| 78       | マジカル1グランプリ決勝戦                                                | 作者X(旧Twitter)                                                                        | 2024年4月1日                                | （未収録）                                                     |
| 79       | 悪党と死神（『魔法少女育成計画』シリーズ重版記念短編）                   | 作者X(旧Twitter)                                                                        | 2024年4月13日                               | （未収録）                                                     |
| 80       | ブレイクダウン・アフター（12周年記念短編）                               | 作者X(旧Twitter)                                                                        | 2024年6月8日                                | （未収録）                                                     |
| 81       | 魔法少女三名 病院にて                                                    | 作者X(旧Twitter)                                                                        | 2024年12月25日                              | （未収録）                                                     |
| 82       | 業界の闇か、はたまた救世主か－－新たなシェアモビリティサービスに突撃取材 | 作者X(旧Twitter)                                                                        | 2025年4月1日                                | （未収録）                                                     |

### 漫画
魔法少女育成計画
『月刊コンプエース』2014年11月号より2015年12月号まで連載。作画は江戸屋ぽち。
|   | 発売日            | ISBN              |
| - | ----------------- | ----------------- |
| 1 | 2015年6月26日[59] | 978-4-04-103140-7 |
| 2 | 2016年3月26日[60] | 978-4-04-103867-3 |

魔法少女育成計画 restart
『月刊コンプエース』2016年6月号より連載。作画は海苔せんべい。
|   | 発売日            | ISBN              |
| - | ----------------- | ----------------- |
| 1 | 2016年9月30日[62] | 978-4-04-104791-0 |

魔法少女育成計画 F2P
『このマンガがすごい!WEB』において2016年8月29日より連載。作画は柚木涼太。原作者書き下ろしのオリジナルストーリー。
|   | 発売日             | ISBN              |
| - | ------------------ | ----------------- |
| 1 | 2016年10月22日[64] | 978-4-8002-6271-4 |
| 2 | 2017年3月23日[65]  | 978-4-8002-6632-3 |

### ファンブック
- 『魔法少女育成計画FANBOOK』 ツクルノモリ株式会社（発行・発売）、2015年2月11日
  - とらのあな限定で販売された同人誌形式のファンブック。原作者・遠藤浅蜊と挿絵担当・マルイノが監修しており『無印』から『JOKERS』までの全魔法少女の紹介＆遠藤浅蜊とマルイノによる各魔法少女へのコメント、作中の用語解説、4コマ漫画、各作品の挿絵等のラフ画集、遠藤浅蜊書き下ろしの短編2本などが掲載されている。
- 『このライトノベルがすごい!』編集部（編）『魔法少女育成計画 オフィシャルファンブック』 宝島社（発行）、2016年9月17日発売[66]、ISBN 978-4-8002-6043-7
  - アニメ放送前に宝島社から発行されたファンブック。『無印』から『episodes Φ』までのイラストギャラリー、作品紹介、キャラ解説、遠藤浅蜊＆マルイノロングインタビュー、遠藤浅蜊＆マルイノによるQ&Aコーナー、遠藤浅蜊書き下ろしの短編1本を収録。

## ドラマCD
『魔法少女育成計画 in Dreamland』のタイトルで原作者である遠藤浅蜊が脚本を執筆し、2015年2月11日にツクルノモリ株式会社より発売・販売された。
内容
原作小説の『JOKERS』と『ACES』の間に起こった出来事とされている。
ねむりんの住む「夢の世界」に呼び出されたスノーホワイトが、夢の世界の支配を目論む存在の退治を依頼されることになる。
スノーホワイト以外の魔法少女はねむりんの魔法によって過去の時系列から呼び出された存在であり、『JOKERS』終了時点で既に死亡している魔法少女も登場するオールスターものとなっている。
キャスト
- スノーホワイト - 種﨑敦美
- ラ・ピュセル - 田所あずさ
- ねむりん - 黒沢ともよ
- カラミティ・メアリ - 大橋彩香
- プフレ - 後藤沙緒里
- シャドウゲール - 種田梨沙
- ディティック・ベル - 村川梨衣
- ラピス・ラズリーヌ - 小澤亜李
- レイン・ポゥ - 麻倉もも
- ポスタリィ - 大森日雅
- 袋井魔梨華 - 日高里菜

## テレビアニメ
2015年9月にアニメ化が発表され、第1期は2016年10月より12月までAT-X・TOKYO MX・BS11にて放送された。原作第1巻のストーリーを元に、それに関連する登場人物の短編（内容は原作第4巻、『魔法少女育成計画episodes』）を入れるなどの再構成が行われている。
第1話について、監督の橋本裕之は制作会社のLercheが過去に人がたくさん死ぬアニメを作っていたことから、不穏な匂いを感じながら作品を視聴する人もいることを想定し、開き直ってアバンタイトルから不穏な感じを押し出し、その後の本編で雰囲気をガラリと変えることにしたと述べ、シリーズ構成の吉岡は橋本から第1話だけは幸せな魔法少女のままでいさせたいと要望を受け、不穏な感じはアバンタイトルとCパートに逃がすことにしたと述べている。
2023年1月には第2期『魔法少女育成計画 restart』のアニメ化が「プロジェクトrestart」として発表され、2024年12月に開催された「魔法少女育成計画『プロジェクト restart』ファンイベント」にてキャストとスタッフ情報が公開された。

### スタッフ
|                              | 第1期                                                                          | 第2期                                                                          |
| ---------------------------- | ------------------------------------------------------------------------------ | ------------------------------------------------------------------------------ |
| 原作                         | 遠藤浅蜊（宝島社 / このライトノベルがすごい!文庫『魔法少女育成計画』シリーズ） | 遠藤浅蜊（宝島社 / このライトノベルがすごい!文庫『魔法少女育成計画』シリーズ） |
| 原作イラスト                 | マルイノ                                                                       | マルイノ                                                                       |
| 監督                         | 橋本裕之                                                                       | 橋本裕之                                                                       |
| シリーズ構成・脚本           | 吉岡たかを                                                                     | 吉岡たかを                                                                     |
| キャラクターデザイン         | 愛敬由紀子                                                                     | 伊藤雅子                                                                       |
| SDキャラクターデザイン       | 伊藤雅子                                                                       | 未公表                                                                         |
| プロップデザイン             | 飯野まこと                                                                     | 未公表                                                                         |
| 銃器デザイン                 | 竹上貴雄                                                                       | 未公表                                                                         |
| エフェクト作画監督           | 橋本敬史                                                                       | 未公表                                                                         |
| 美術設定                     | 平柳悟                                                                         | 未公表                                                                         |
| 美術監督                     | 羽根広舟                                                                       | 未公表                                                                         |
| 色彩設計                     | 今村直哉                                                                       | 未公表                                                                         |
| 撮影監督                     | 國井智行                                                                       | 未公表                                                                         |
| 3DCG監督                     | 水野朋也                                                                       | 未公表                                                                         |
| 編集                         | 坂本雅紀                                                                       | 未公表                                                                         |
| 音響監督                     | 飯田里樹                                                                       | 飯田里樹                                                                       |
| 音楽                         | 伊賀拓郎                                                                       | 未公表                                                                         |
| 音楽制作                     | FlyingDog                                                                      | 未公表                                                                         |
| 音楽プロデューサー           | 西辺誠                                                                         | 未公表                                                                         |
| チーフプロデューサー         | 神部宗之                                                                       | 未公表                                                                         |
| プロデューサー               | 鹿志村絵美 南健                                                                | 未公表                                                                         |
| アニメーションプロデューサー | 比嘉勇二                                                                       | 未公表                                                                         |
| アニメーション制作           | Lerche                                                                         | 未公表                                                                         |
| プロデュース                 | ジェンコ                                                                       | 未公表                                                                         |
| 製作                         | まほいく製作委員会                                                             | 未公表                                                                         |

### 主題歌
「叫べ」
第1期オープニングテーマ。作詞・歌は沼倉愛美、作曲・編曲はWEST GROUNDによる。
オリコンCDシングル週間ランキング初登場19位を獲得。
「DREAMCATCHER」
第1期エンディングテーマ。作詞・歌はナノ、作曲・編曲はWEST GROUNDによる。
オリコンCDシングル週間ランキング初登場45位を獲得。

### 評価
アメリカのアニメ評価サイト「Anime Trending」が主催した「第3回 Anime Trending Awards」ではFANTASY OR MAGICAL ANIME OF THE YEAR部門とSUPERNATURAL ANIME OF THE YEAR部門で共に8位を獲得している。

### 各話リスト
| 話数  | サブタイトル                     | 絵コンテ   | 演出              | 作画監督 | 総作画監督          |
| 第1期 | 第1期                            | 第1期      | 第1期             | 第1期 | 第1期               |
| ----- | -------------------------------- | ---------- | ----------------- | --- | ------------------- |
| #01   | 夢と魔法の世界へようこそ！       | 橋本裕之   | 橋本裕之          | 幸野浩二 | -                   |
| #02   | マジカルキャンディーを集めよう！ | 東海林真一 | 大河原崇          | 藤田亜耶乃、金子美咲                                                                                                  | 藤田亜耶乃          |
| #03   | バージョンアップのお知らせ！     | 齋藤徳明   | 伊藤史夫          | 伊藤麻由加、梶浦紳一郎、小柏奈弓                                                                                      | 幸野浩二            |
| #04   | フレンドを増やそう！             | 鎌田祐輔   | 鎌田祐輔          | 服部憲知、横山紗弓 | 藤田亜耶乃          |
| #05   | 新キャラを追加しました！         | 齋藤徳明   | 鈴木芳成          | 菅原浩喜、相良理央、小川一郎                                                                                          | 幸野浩二            |
| #06   | 激レアアイテムをゲットしよう！   | 夕澄慶英！ | 夕澄慶英！        | 棚澤香織、杉本里菜 | 藤田亜耶乃          |
| #07   | 親密度を上げよう！               | 東海林真一 | 笹原嘉文          | 樋口博美、山田勝 | 幸野浩二            |
| #08   | ゲリライベント発生中！           | 齋藤徳明   | 大河原崇 鈴木芳成 | 金子美咲、伊藤麻由加、小長井美南                                                                                      | 藤田亜耶乃          |
| #09   | ルール変更のお知らせ             | 東海林真一 | 木野目優          | 菅原浩喜、相良理央 飯塚英里、嘉村弘之                                                                                 | 幸野浩二            |
| #10   | 乱入バトル確変中！               | 鎌田祐輔   | 鎌田祐輔          | 棚沢香織、杉本里菜 小長井美南、幸野浩二                                                                               | 藤田亜耶乃          |
| #11   | サーバーメンテナンス中です       | 夕澄慶英！ | 夕澄慶英！        | 金子美咲、樋口博美、小長井美南 小沼克介、永田陽菜、難波聖美 安形佳己、岩佐とも子、杉本里菜 相良理央                   | 幸野浩二 藤田亜耶乃 |
| #12   | File not found                   | 久行宏和   | 鈴木芳成          | 伊藤麻由加、小長井美南、金子美咲 杉本里菜、棚沢香織、田中彩 鈴木春香、樋口博美、幸野浩二 藤田亜耶乃、山田勝、伊藤雅子 | 幸野浩二 藤田亜耶乃 |

### 放送局
| 放送期間                 | 放送時間                     | 放送局   | 対象地域 | 備考                                       |
| ------------------------ | ---------------------------- | -------- | -------- | ------------------------------------------ |
| 2016年10月2日 - 12月18日 | 日曜 0:00 - 0:30（土曜深夜） | AT-X     | 日本全域 | 製作委員会参加 / CS放送 / リピート放送あり |
| 2016年10月4日 - 12月20日 | 火曜 0:00 - 0:30（月曜深夜） | TOKYO MX | 東京都   |                                            |
|                          |                              | BS11     | 日本全域 | BS放送 / 『ANIME+』枠                      |

| 配信開始日    | 配信時間           | 配信サイト |
| ------------- | ------------------ | --- |
| 2016年10月4日 | 火曜 12:00 更新    | GYAO! |
| 2016年10月7日 | 金曜 12:00 更新    | ニコニコチャンネル / Netflix / Amazonプライム・ビデオ / U-NEXT アニメ放題 / J:COMオンデマンド / dアニメストア / フジテレビオンデマンド ゲオチャンネル / dTV / バンダイチャンネル / ふらっと動画 Playストア / ひかりTV / PSビデオ / TSUTAYA TV / ビデオマーケット 楽天ショウタイム / DMM.com / VIDEX / HAPPY動画 / ムービーフルPlus |
|               | 金曜 12:00 - 12:30 | AbemaTV |

### BD / DVD
パート進行に入る際の魔法少女紹介に、放映時では本編未登場の時シルエットで隠されていた変身者の容姿が明かされている。
| 巻 | 発売日         | 収録話          | 規格品番 | 規格品番  | 特典CD                                                                                    |
| 巻 | 発売日         | 収録話          | BD限定版 | DVD限定版 | 特典CD                                                                                    |
| -- | -------------- | --------------- | -------- | --------- | ----------------------------------------------------------------------------------------- |
| 1  | 2016年12月21日 | 第1話 - 第3話   | VTZF-81  | VTZF-85   | オーディオドラマ「女騎士の孤独な戦い」 オリジナルサウンドトラック vol.1                   |
| 2  | 2017年1月25日  | 第4話 - 第6話   | VTZF-82  | VTZF-86   | オーディオドラマ「アニメ化の条件」 オリジナルサウンドトラック vol.2                       |
| 3  | 2017年2月22日  | 第7話 - 第9話   | VTZF-83  | VTZF-87   | オーディオドラマ「トップスピード・オブ・トップスピード」 オリジナルサウンドトラック vol.3 |
| 4  | 2017年3月22日  | 第10話 - 第12話 | VTZF-84  | VTZF-88   | オーディオドラマ「GUNS OR ROSES?」 オリジナルサウンドトラックVol.4                        |

### オフィシャルファンブック
TVアニメ 魔法少女育成計画 オフィシャルファンブック
『このライトノベルがすごい！』編集部（編集）、宝島社（発行）、2017年3月17日、ISBN 978-4-8002-6848-8
TVアニメの公式ファンブック。スタッフ・キャストインタビューや設定資料などを掲載。

### WEBアニメ
公式サイトで配信のミニアニメ。Web予告同様、ねむりんのみ登場。
| 話数 | サブタイトル         | 配信日          |
| ---- | -------------------- | --------------- |
| 1    | ねむりんクリスマス   | 2016年 12月23日 |
| 2    | ねむりんお正月       | 12月31日        |
| 3    | ねむりんバレンタイン | 2017年 2月13日  |

### WEBラジオ
2016年10月4日から2017年1月24日まで音泉にて毎週火曜に配信された。パーソナリティの東山奈央（スノーホワイト 役）と沼倉愛美（リップル 役）が進行する『魔放送女育成計画』と、パーソナリティの花守ゆみり（ねむりん 役）がゲストを迎えて進行する『魔放送女育成計画 SIDE D』が交互に配信された。全16回。以降の記述は特記が無い限りはラジオの公式サイトの記述に基づく。

#### コーナー
- 普通のお便りだよ - 出演者への質問、作品や番組への感想など、特定のテーマに属さないメールのコーナー。
- 困っている人の相談室だよ - スノーホワイトの魔法「困っている人の心の声が聞こえるよ」にちなみ、困っている心の声と悩みを解決する魔法のキーワードを募集し、キーワードを元に、パーソナリティの2人が解決するコーナー。
- 百発百中のキーワードトークだよ - リップルの魔法「手裏剣を投げれば百発百中だよ」にちなみ、リスナーから募集したトークのキーワードをリップル役の沼倉愛美が手裏剣で狙うコーナー。
- ねむりんの夢占いだよ - ねむりんの魔法「他人の夢の中に入ることができるよ」にちなみ、リスナーが見た夢の情報を募集し、夢占いで、どんな未来が待ち受けているのか、どんな願望があるのかを暴いていくコーナー。

　ゲスト(魔放送女育成計画 SIDE D)
　・第4回(2016年10月25日) ゲスト 日笠陽子
　・第6回(2016年11月8日) ゲスト 佐倉綾音
　・第8回(2016年11月22日) ゲスト 新井里美
　・第10回(2016年12月6日) ゲスト 松田利冴 松田颯水
　・第12回(2016年12月20日) ゲスト 日高里菜
　・第14回(2017年1月10日) ゲスト 水瀬いのり

## オーディオブック
Audibleにて、2018年5月16日に大森ゆきと佐藤恵の朗読で原作の1巻から6巻までが、オーディオブックのデータとして発売。

## 朗読劇
「森の音楽家クラムベリー外伝 魔法少女育成計画 UNRIPE DUET」が草月ホールにて2023年1月27日から29日にかけて公演された。遠藤浅蜊が書き下ろしたオリジナルストーリーで、森の音楽家クラムベリーの過去が描かれた。主演はテレビアニメ版でクラムベリー役を演じた緒方恵美で、ほかにもスノーホワイト役の東山奈央やリップル役の沼倉愛美が出演した。
キャスト
- クラムベリー - 緒方恵美
- ミーヤ・オクターブ - 東山奈央
- テルミ・ドール - 井上喜久子
- カプチーノ - 沼倉愛美 / 後藤沙緒里（1月28日夜のみ）
- マジカルデイジー - 松田利冴（1月27,29日） / 松田颯水（1月28日）
- ペチカ - 井上ほの花
- 魔王パム - 茅原実里
- 袋井魔梨華 - 宮村優子（1月28日） / 小清水亜美（1月29日）
- ファヴ - かないみか

朗読劇第2弾として、「スノーホワイト育成計画」と「青い魔法少女の自己主張」が飛行船シアターにて2023年10月14日から15日にかけて公演された。脚本は遠藤浅蜊、キャラクターデザインはマルイノが担当。
キャスト
2人の場合は10月14日 / 10月15日の順に記載。
- スノーホワイト - 東山奈央
- リップル - 相羽あいな / 沼倉愛美
- ピティ・フレデリカ - 安野希世乃
- ラピス・ラズリーヌ - 加藤英美里 / 日高里菜
- トットポップ - 相羽あいな / 伊藤彩沙
- 7753 - 寿美菜子 / 日笠陽子

第3弾として「double shadow」と「青い魔法少女の自己主張ver.2」が草月ホールにて2024年3月16日から17日にかけて公演された。脚本は遠藤浅蜊、キャラクターデザインはマルイノが担当。
キャスト
2人の場合は3月16日 / 3月17日の順に記載。
- プフレ - 南條愛乃
- シャドウゲール - 小松未可子
- エーコ・EX・ランタン - 茅野愛衣
- ジップステップ - 前島亜美
- 魔王パム - 茅原実里
- ラピス・ラズリーヌ - 悠木碧 / 富田美憂
- 7753 - 竹達彩奈 / 井口裕香
- トットポップ - 高垣彩陽

## 舞台
「魔法少女育成計画 F2P the STAGE～First Chapter～」が2025年2月6日から10日にかけて公演された。原作はこのマンガがすごい！comics『魔法少女育成計画 F2P』（柚木涼太／遠藤浅蜊／マルイノ（宝島社））、演出を田邊俊喜が担当し、製作としてオッドエンタテインメントが名を連ねた。
キャスト
- アルマ - 河内美里
- ステラ・ルル - 尾崎由香
- セラセラ - 小山百代
- メルティペイン - 佐藤日向
- ウェン - 青木志貴
- ララルーナ - 吉宮瑠織
- ジューベ - 茜屋日海夏
- ファン・リート・ファン - 星守紗凪
- パペタ - 船戸ゆり絵
- もな子 - 持田千妃来
- エイミー - 山田麻莉奈
- クリオ - 鈴木杏奈

## コラボレーション
ゲーム
- ケイブのゲームアプリ『ゴシックは魔法乙女〜さっさと契約しなさい!〜』と2016年10月3日より11月3日までコラボレーションした[84]。2017年に第2弾開催。
- ウィローエンターテイメントのオンラインRPG『Master of Epic』と2016年11月1日より11月29日までコラボレーションした[85]。
- アソビモのアクションMMORPG『アヴァベルオンライン』と2016年11月4日より12月5日までコラボレーションした[86]。
- アソビモのMMORPG『トーラムオンライン』と2016年11月30日より12月29日までコラボレーションした[87]。2018年に復刻開催した。
- モブキャストのゲームアプリ『【18】キミトツナガルパズル』と2016年12月26日から2017年1月15日までコラボレーションした[88]。

イベント
- ユーフォーテーブルが企画制作する『マチ★アソビvol.17』にて2016年10月に参加し、TVアニメの上映会やスタッフ＆キャストによるトークや記念アイテムの販売が行われたが、そのうちの1つとしてグルメハントとのコラボが行われ対象店舗にてポストカードを入手できたり、その入手者のみ景品を得られる抽選くじが引けた[89]。

グッズ
- Blu-ray&DVD第1巻リリースを記念して2016年12月10日より2017年1月9日にかけて秋葉原周辺の飲食店と小売店とのコラボキャンペーンが行われ、対象店舗で会計したレシートと店舗に設置されているチラシをボークス秋葉原ホビー天国の2Fに持っていくと限定グッズ（リップルの手裏剣型マグネットメモハンガー）が入手できた[90]。

飲食店
- タブリエ・マーケティングの喫茶店『キュアメイドカフェ』と2016年12月23日より2017年1月9日までコラボレーションした[91]。

ニュースサービス
- DeNAが運営するニュースアプリ『ハッカドール』と2017年1月17日より1月31日までコラボレーションした[92]。

パチスロ機
カルミナ株式会社が2022年に発売を発表。